# Insel-Bücherei
Die Insel-Bücherei ist eine seit 1912 bestehende Buchreihe des Insel Verlags. In der Reihe wurden zunächst kleinere Werke aus Lyrik, Prosa und Essayistik klassischer Autoren und zeitgenössischer Verlagsautoren ediert. Später traten Kunst- und Naturdarstellungen, Texte der Märchen- und Sagenwelt sowie Lizenzausgaben von Autoren anderer Verlage hinzu. Typografie und Ausstattung der Pappbände sollten bei einem moderaten Verkaufspreis stets hohen buchästhetischen Ansprüchen gerecht werden. Die durch ihre farbigen Musterpapiere sowie ihr Titel- und Rückenschild weitgehend einheitlich gestaltete Reihe überstand aufgrund ihres durchdachten verlegerischen Konzepts alle wirtschaftlichen und politischen Fährnisse insbesondere im Ergebnis der beiden Weltkriege des 20. Jahrhunderts sowie der Inflation, der nationalsozialistischen Diktatur und der deutschen Teilung, so dass bis zum Frühjahr 2025 Bände von Nummer 1 bis 1551 erschienen sind.

## Vom Beginn 1912 bis zum Jahr 1913

### Von der Idee zur Reihe
Bereits im Jahr 1908 erschienen im Insel Verlag, der seit 1906 unter alleiniger Führung von Anton Kippenberg stand, als preiswerte Ausgaben die ersten sogenannten „2-Mark-Bücher“. 1911 folgte die „Bibliothek der Romane“, die zum Buchpreis von 3 Mark in den Sortimentshandel kam. Beide Reihen wurden von Emil Rudolf Weiß ausgestattet.
Am 23. Mai 1912 trat der Verlag mit der Ankündigung seiner sorgfältig vorbereiteten Insel-Bücherei an die Öffentlichkeit. Sie wurde dem Buchhandel auf der 1. Umschlagseite der Nummer 118 des Börsenblatts für den Deutschen Buchhandel vom 23. Mai 1912 und durch folgendes Rundschreiben angekündigt: „Es soll den Namen Insel-Bücherei führen und freundlich ausgestattete Bändchen umfassen, die jedes 50 Pfennig kosten. […] Sie soll kleinere Werke – Novellen, Gedichtgruppen, Essays […] enthalten, […] die zu Unrecht in Vergessenheit geraten sind oder denen wir eine besondere aktuelle Wirkung zu geben beabsichtigen, und gelegentlich auch illustrierte Bücher.“
Stefan Zweig gilt ohne jeden Zweifel als geistiger Mitschöpfer dieser Publikationsidee. In seinen Erinnerungen „Die Welt von Gestern“ schreibt Zweig: „so ist die Insel-Bücherei [...] auf einen Vorschlag von mir entstanden.“ Dies ließ Kippenberg – wiederholt und entschieden – nicht unwidersprochen. Nimmt man die bekannten Fakten zusammen, wurde zwischen Kippenberg und Zweig, dem ursprünglich eine monatlich zum Preis von 20 Pfg. erscheinende Heftreihe („Flugschriften“/„Flugblätter“) mit einem Vertrieb vorzugsweise im Abonnementsystem vorschwebte, bei einem in Leipzig am 19. November 1909 stattgefundenen Treffen die Etablierung einer preisgünstigen Reihe im Insel Verlag mit laufendem Bezug besprochen. Dabei gab Zweig sicher wichtige Anregungen zum inhaltlichen Konzept, spricht aber in seinem Brief an Kippenberg vom 23. November 1919, im Nachgang zu dem Treffen, selbst von „unserem grossen und entscheidenden Plan der Flugschriften zu 20 Pfg.“, so dass die Frage des ersten Ideengebers für die Reihe wohl nicht entschieden werden kann. Die endgültige Gestalt, die Erscheinungsweise nebst Verkaufspreis und auch – was bei einem auf größere Dauer angelegten Projekt sehr wichtig ist – die Namensgebung gehen letztendlich auf Anton Kippenberg zurück, der als Verleger vor allem unter dem ökonomischen Gesichtspunkt alle Aspekte der neuen Buchreihe im Blick haben musste.
Nachdem also der Gedanke  einer preiswerten Buchreihe Ende 1909 erstmals erörtert worden war, hatte Zweig den Verleger in mehreren drängenden Briefen, insbesondere von April 1911 bis Januar 1912, an die „Flugblätter“ erinnert und zuletzt sogar die Besorgnis eines Scheiterns des Projekts geäußert. In einem längeren Brief vom 5. Januar 1912 teilte Kippenberg dem Autor dann aber mit, dass „der Plan der Insel-Hefte [...] nicht zunichte geworden“ sei, sondern kurz vor seiner Verwirklichung stünde und die Sammlung „Insel-Bücherei“ heißen solle. In diesem Zusammenhang erhellend ist ein Verlagsprospekt aus dem Jahr 1910, also zwei Jahre vor dem Erscheinen der Insel–Bücherei, dessen Inhalt und Überschrift „Insel-Bücherei. Klassische Werke aller Völker und Zeiten“ - schon die Ingredienzien der Buchreihe vorwegnimmt. Hier äußerte sich noch der verlegerische Gedanke, beim Käufer eine vollständige klassische Bibliothek aus dem bis dahin laufenden Verlagsprogramm der Insel entstehen zu lassen. 
 Zwei Jahre später war das Vorhaben – ohne die inhaltliche Seite grundsätzlich zu verändern – bei der Insel-Bücherei auf die Reihenform heruntergebrochen worden. Die hier erfolgte Verwendung des Namens „Insel-Bücherei“ dürfte belegen, dass Kippenberg den von ihm schon 1910 geäußerten Gedanken einer klassischen Weltbibliothek aus seinem Verlag nach reiflichem Überlegen mit Veröffentlichung der ersten zwölf Reihenbände im Mai 1912, wenn auch in der Form verändert, in die Tat umgesetzt hat. Nicht wenige der im Prospekt genannten Publikationen sind später auch in der Insel-Bücherei erschienen – Eduard Mörike: Mozart auf der Reise nach Prag (IB 230), Ernst Hardt: An den Toren des Lebens (IB 13), Hans Bethge: Die chinesische Flöte (IB 465), Iwan Turgenew: Gedichte in Prosa (IB 259) oder Elizabeth Barrett Browning: Sonette nach dem Portugiesischen (IB 252).
Der Insel Verlag wollte mit der Insel-Bücherei nicht in Konkurrenz zur Reclams Universal-Bibliothek, zu Meyers Volksbüchern oder ähnlichen Buchreihen treten. Die sorgfältig edierten, mit Kommentaren und Erläuterungen versehenen literarischen Kleinodien in solider Ausstattung sollten mosaikartig ein Gesamtbild für die Leser formen.

### Die ersten Reihenbände

Prospekt der ersten zwölf Ausgaben der Insel-Bücherei 1912

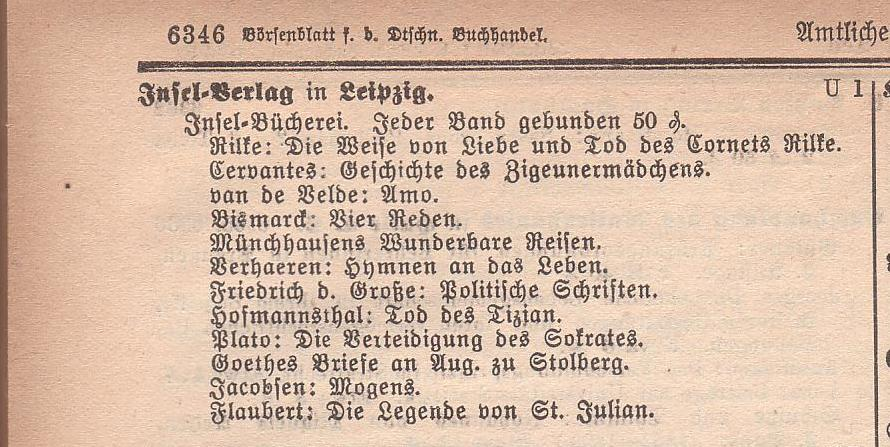
Ankündigung der ersten zwölf Bände im amtlichen Teil des Börsenblatts Nr. 118 vom 23. Mai 1912

Am 2. Juli 1912 wurden die von Hand gesetzten 12 Bände der ersten Lieferung in die Buchhandlungen geliefert. Die Bandnummer 1 enthielt die im Herbst 1899 entstandene und 1904 zunächst in einer Prager Wochenschrift veröffentlichten Prosadichtung (Erstfassung) Die Weise von Liebe und Tod des Cornets Christoph Rilke von Rainer Maria Rilke, der heute (2025) mit mehr als zwei Dutzend Titeln in der IB vertreten ist. Die Verlagsrechte daran konnte Kippenberg erst kurz vor dem Reihenstart von dem Verleger Axel Juncker für 400 Mark erwerben, nachdem dieser keinen hinreichenden Absatz mit der von ihm 1906 in 300 Exemplaren veranstalteten bibliophilen Ausgabe erzielen konnte; Rilke hatte für diese Ausgabe die Erstfassung leicht überarbeitet. In der Insel-Bücherei wurde Rilkes Cornet gleich in einer Startauflage von 10 000 Exemplaren aufgelegt, musste sofort nachgedruckt werden und erreichte als IB 1/1A nach Verlagsangaben bis 2021 mit 56 Auflagen über 1,149 Mio. Mio. Exemplare. 1987 veröffentlichte der Verlag eine von Max Schwimmer im Zweiten Weltkrieg während eines Fronteinsatzes privat illustrierte Ausgabe als bibliophile Edition. 2012 erschien zum 100-jährigen Jubiläum der Insel-Bücherei erstmals eine illustrierte normale Reihenausgabe des Cornet mit Schabblättern von Karl-Georg Hirsch (Jubiläumsprogramm, Nummer 1350), die parallel angeboten wird.

### Die weitere Entwicklung der Reihe bis 1913
Das mit den ersten zwölf Bänden erstellte Reihenprogramm wurde 1912 und im folgenden Jahr in seiner Breite ausgebaut. Hinzu kam eine Vielzahl von Titeln zu philosophischen oder historischen Themen, wie Friedrich Rochlitz' Tage der Gefahr. Ein Tagebuch der Leipziger Schlacht (17/1), Immanuel Kants Über das Schöne und Erhabene (B 31), Tacitus' Germania (IB 77) oder O. Fr. von der Groeben's Guineische Reisebeschreibung (IB 90/1).
 Illustrierte deutsche Volksbücher mit alten Holzschnitten erschienen als IB 14 Aucassin und Nicolete, IB 39 Die schön Magelona, IB 56 Till Eulenspiegel und IB 71 Herzog Ernst. Aus Italien kam hier Giovanni Boccaccio mit IB 16 Geschichten aus dem Decamerone zu Wort. Breiten Raum nahm die deutsche klassische Literatur und Dichtung ein mit u. a. Novalis (IB 21: Hymnen an die Nacht. Die Christenheit oder Europa), nochmals Goethe (IB 30/1: Pandora; IB 61: Goethes Faust in ursprünglicher Gestalt), Jean Paul (IB 51: Leben des vergnügten Schulmeisterlein Maria Wutz in Auenthal), Friedrich Hölderlin (IB 50: Gedichte), Johann Peter Hebel (IB 80: Schnock). Mit zeitgenössischen deutschen Texten und Dichtungen waren die Autoren Johannes Schlaf (IB 20: Dingsda), Ricarda Huch (IB 22: Liebesgedichte), Heinrich Mann (IB 62/1: Auferstehung) und Rudolf Alexander Schröder (IB 66/1: Deutsche Oden) vertreten.
 Auch die russische Literatur war von Anbeginn mit mehreren Titeln präsent, die unter anderen von Hermann Röhl, Rudolf Kassner und Alexander Eliasberg ins Deutsche übertragen wurden: Nikolaj Gogol (IB 24: Der Mantel) und Lew Nikolajewitsch Tolstoi (IB 36: Der Leinwandmesser, IB 52: Der Tod des Iwan Iljitsch, IB 68: Volkserzählungen, IB 73: Der Schneesturm, IB 85: Herr und Knecht). Weiter kamen vom Ausland u. a. Henrik Pontoppidan (IB 87/1: Aus jungen Tagen), Björnstjerne Björnson (IB 48, Arne) oder Per Hallström (IB 64, Drei Novellen), ins Programm.
 Da die Buchreihe bei den Lesern sehr gut aufgenommen wurde, erweiterte Kippenberg zügig das Angebot an lieferbaren Titeln; Ende 1913 war mit Georg Büchners Wozzeck. Lenz bereits die Nummer 92 im Handel.

## Die Insel-Bücherei von 1914 bis 1932

### Die Buchreihe im Ersten Weltkrieg

#### Ein Pressendruck in der Reihe
Im Jahr 1914 überschritt die Gesamtauflage aller Insel-Bändchen schon 1 Million. In diesem Jahr ließ der Verleger für die Reihe das Buch Ruth (IB 152) in einer Auflage von 10 000 Exemplaren als zweifarbigen Pressendruck in der Ernst-Ludwig-Presse Darmstadt fertigen. Solche Ausgaben erscheinen sonst nur in Kleinauflagen für Bibliophile.

#### Kriegstitel

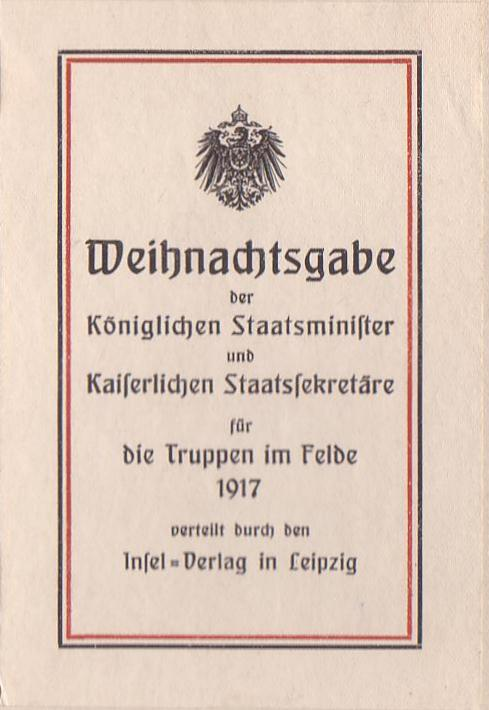
Weihnachtsgabe deutscher Ministerien (Einkleber in IB 25/1 von 1917)

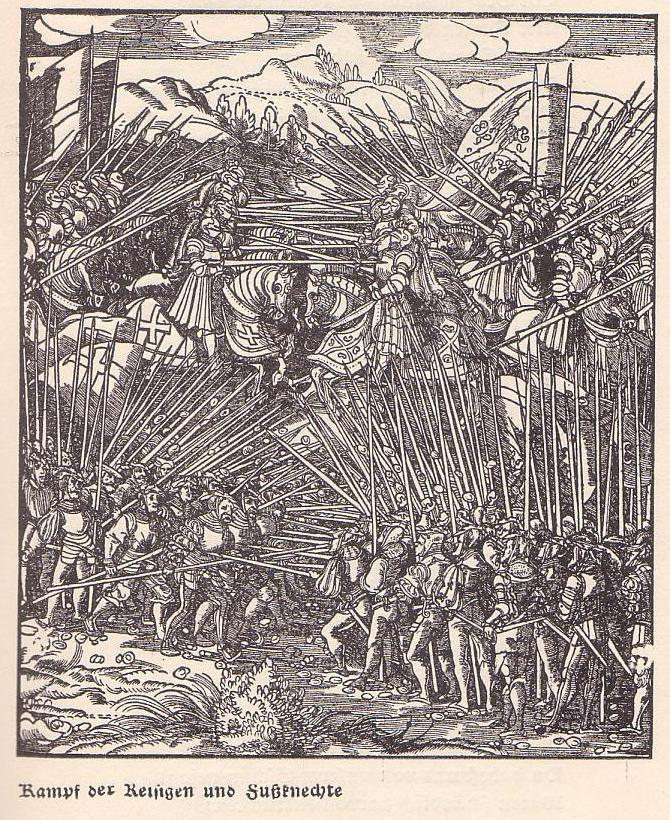
IB 158/1 Lieder der Landsknechte, Holzschnitt von Hans Burgkmair

Nach Ausbruch des Ersten Weltkrieges ließ sich auch Kippenberg von der zunächst in Deutschland allgemein vorherrschenden Kriegsbegeisterung anstecken und veröffentlichte eine umfangreiche Titelfolge mit kriegsbezogenen Themen, wie Deutsche Vaterlandslieder (IB 154/1), Deutsche Kriegslieder (IB 153/1), Arndts: Katechismus für den deutschen Kriegs- und Wehrmann. Die deutsche Wehrmannschaft (IB 157/1), Kaiser Wilhelm I.: Briefe aus den Kriegsjahren 1870/71 (IB 168/1), Briefe des Feldmarschalls Blücher (IB 170/1) oder Lieder der Landsknechte mit Holzschnitten (IB 158/1). Ergänzend dazu erschienen Bände, die an das deutsche Nationalgefühl appellierten, wie Die deutschen Lande im Gedicht (IB 174/1) und Deutsche Choräle (IB 155). Der letztgenannte Titel, der von Katharina Kippenberg herausgegeben worden war, konnte sich längerfristig im Verlagsprogramm behaupten und wurde zuletzt 1953 in einer überarbeiteten Zusammenstellung im Wiesbadener Verlagshaus ediert.
Mehrere Institutionen und Vereinigungen nutzten die Popularität der noch jungen Buchreihe, um den Durchhaltewillen der deutschen Frontsoldaten zu stärken. Dazu verschickten sie mit entsprechenden Einklebern oder Einstempelungen versehene Geschenkbände an die Front.

#### Musikalische Themen
Mitten im Krieg erschien auch Ferruccio Busonis Entwurf einer neuen Ästhetik der Tonkunst von 1907 in einer erweiterten Fassung in der Reihe und machte erst jetzt Furore in Musikerkreisen, löste allerdings auch eine Kontroverse bei konservativ eingestellten Komponisten aus (vgl. Hans Pfitzner: Futuristengefahr).
Mit Ablauf der damals nur dreißigjährigen urheberrechtlichen Schutzfrist wollte Kippenberg die noch bestehende Wagner-Begeisterung ausnutzen und legte 1914 eine 20 Bände umfassende Reihe überwiegend mit dessen Opernlibretti, wie Siegfried (IB 95/1), Lohengrin (IB 101/1) oder Tristan und Isolde (IB 102/1), auf; dazu kamen noch einige Aufsätze. Dieser war aufgrund der preisgünstigeren Alternative durch die zur selben Zeit verfügbaren Reclam-Texte kein durchschlagender wirtschaftlicher Erfolg beschieden. Es blieben nur IB 111/1 Beethoven bis 1937 (38. Tausend) und IB 107: Fünf Gedichte von Mathilde Wesendonk bis 1961 (Neuauflage mit Nachwort von Joachim Kaiser) im Verlagsprogramm. Auch das ab 1915 ausgelieferte Reihendutzend mit flämischen Autoren, wie Jan van Ruysbroek (IB 206/1: Das Buch von den zwölf Beghinen), Guido Gezelle (IB 213/1: Gedichte) oder Herman Teirlinck (IB 217: Johann Doxa. Szenen aus dem Leben eines Brabanter Gotikers), zu der der Verleger aufgrund seines Kriegsdienstes in der Etappe der belgischen Westfront angeregt worden war, fand nicht die erhoffte Resonanz beim Publikum. Aus dieser Autorenreihe gelang es nur Stijn Streuvels, mit den beiden Titeln Die Ernte (IB 214/1) und Der Arbeiter (IB 215/1 – ab 1935: IB 468) bis nach dem Zweiten Weltkrieg im Reihenprogramm präsent zu sein. Während Charles de Coster mit Herr Halewijn (IB 212) 1941 das 28. Tausend erreichte, wurde die schon 1922 im 16.–20. Tausend erschienene dritte und letzte Auflage des altflämischen Schauspiels Lanzelot und Sanderein (IB 208) bis Weihnachten 1939 ununterbrochen in den Verlagsverzeichnissen geführt, was deren geringen Verkaufserfolg in den zwei Jahrzehnten nach dem Ersten Weltkrieg belegt.

#### Preisentwicklung und Nummernbestand bis 1918
Der Bandpreis stieg ab 1. August 1916 auf 60 und 1917 auf 70 Pfennig. Ende 1918 – der Preis für ein Inselbuch war im August desselben Jahres schon auf 1,10 Mark geklettert – lag eine lückenlose Reihe von 241 Titeln (IB 241, Beethovens persönliche Aufzeichnungen) vor.

### Zwischenkriegszeit bis 1932

#### Ausgabepolitik
Die deutsche Literatur des 19. Jahrhunderts war nach 1918 in der Reihe u. a. mit Lenau, Novalis und Platen recht stark vertreten. Jeweils mehrere Titel wurden nach Auslaufen der Schutzfristen von Theodor Storm (13 Bände), Gottfried Keller (10 Bände), Conrad Ferdinand Meyer (7 Bände) und Theodor Fontane (7 Bände) in die Reihe übernommen. Nach dem Kriegsende wurden wieder verstärkt russische Autoren – z. B. Tschechow (IB 258: Eine langweilige Geschichte), Turgenjew (IB 259: Gedichte in Prosa) – verlegt. Auch englischsprachige und französische Autoren kamen mit Einzeltiteln zu Wort. Geisteswissenschaftliche Texte von Fichte (IB 253/1: Bestimmung des Gelehrten), Friedrich List (IB 260/1: Gedanken und Lehren) oder Hegel (IB 300: Einführung in die Phänomenologie des Geistes) sowie Reden aus dem Frankfurter Parlament von 1848/49 (IB 244/1) fanden dagegen kaum Anklang beim Publikum und wurden später zumeist durch andere Titel ersetzt. In den 1920er Jahren zeichnete vor allem der Neffe Anton Kippenbergs und spätere Gründer des Albatros Verlags, Christian Wegner, für die Insel-Bücherei verantwortlich.
1919 erreichte die Neuproduktion mit 71 Titeln zwar einen Rekord, um dann aber gegen Ende der Inflationszeit auf 12 (1922) und 11 (1923) abzusinken; der Tiefstand wurde 1924 mit noch 9 Titeln erreicht. Nachdem auch die Auflagezahl bereits 1921 bei Tibulls Sulpicia (IB 331/1) nur 6 000 betragen hatte, erschienen mit dieser verminderten Startauflage die meisten Bände des letzten Inflationsjahrs 1923.
Viele Bandnummern der Kriegs- und Inflationsjahre wurden ab Ende der 1920er Jahre mit anderen Titeln neu belegt. Dies war sicher auf die im Nachhinein als unbefriedigend einzuschätzende Titelauswahl zurückzuführen. Nicht wenige Titel aus dieser Zeit sind trotz ausreichender Auflagenhöhe heute selten zu finden; die beim Verlag vorhandenen Restbestände mögen wegen der schlechten Papierqualität nach der Währungsstabilisierung makuliert worden sein.
Ab Ende der 1920er Jahre bemühte sich Kippenberg mangels zeitgenössischer Autoren im Verlag auch verstärkt um Lizenzen, was aufgrund des feststehenden Bandpreises nicht immer leicht zu kalkulieren war. Allerdings erschienen nach wie vor Titel von Insel-Autoren, wie Rilke (IB 400: Gedichte) und Stefan Zweig (IB 165/2: Sternstunden der Menschheit), in hohen Auflagen. Bis 1932 waren dann noch sehr erfolgreich Felix Timmermans, Ricarda Huch (beide mit mehreren Titeln) und Thomas Mann (IB 312/2: Felix Krull).
Die historische Illustration wurde weiterhin gepflegt: 1919 erschien Dürers Kleine Passion (IB 250); später folgten seine Holzschnittfolgen Das Marienleben (IB 335) und die Geistliche Auslegung des Lebens Jesu Christi (IB 350). Aus dem 19. Jahrhundert waren u. a. Ludwig Richter mit Es war einmal (IB 360) und Otto Speckter mit Fünfzig Fabeln für Kinder von Wilhelm Hey (IB 309/2) vertreten. Illustrationen von Aubrey Beardsley wurden Wildes Salome (IB 249) und Popes Lockenraub (IB 99/2) beigegeben.
Mit Bernhard Hasler (Goethe: Novelle, 296/1), Max Unold (Droste: Judenbuche, IB 271/A), Oskar Kokoschka (Ehrenstein: Tubutsch, IB 261/1) und Karl Rössing (G. Keller: Der Schmied seines Glückes, IB 328/A) kamen erstmals auch zeitgenössische Illustratoren zum Zuge.

#### Ausstattung
Mitte der 1920er Jahre veränderte sich die Ausstattung der Bändchen. Das Überzugpapier wurde modernisiert („entbiedermeiert“). Die ab 1931 fast ausschließlich vorkommende Fadenheftung löste schrittweise die Klammerheftung ab, die mitunter zu Rostflecken in den Bändchen geführt hatte. Die Stabilität der Einbandpappen wurde verbessert, so dass vor allem der obere Buchrücken gegen ein Einreißen besser geschützt war.

#### Preisentwicklung
Der Bandpreis war bis zum Frühjahr 1922 auf 7 und bis zum Mai auf 12 Mark angestiegen, wie die Gesamtverzeichnisse der Bandnummern 1 bis 339 bzw. 1 bis 349 aus jenem Jahr ausweisen. Das entsprach nominell dem Vierzehn- bzw. Vierundzwanzigfachen des Ladenpreises vor dem Krieg. Nochmals wurde ein Jahr später in der „4. Preisliste zum Verzeichnis des Insel–Verlages Februar 1923, ausgegeben am 25. März 1923“, die dem Verzeichnis „Bücher des Insel=Verlages zu Leipzig. Februar 1923“ beilag, ein Bandpreis von 1.400 Mark vom Verlag angegeben. In den Verzeichnissen selbst wurde aufgrund der rapide fortschreitenden Inflation, die jede beim Druck gemachte Angabe rasch zur Makulatur werden ließ, wohl ab Mitte 1922 keine Preisangabe mehr vorgenommen. Vielmehr wurde, wie generell im deutschen Buchhandel, neben stichtagsbezogenen Preislisten, wie der vorgenannten, grundsätzlich mit einem so genannten konstanten Grundpreis und einer Schlüsselzahl (Multiplikator) gearbeitet, die dem jeweiligen Stand des Währungverfalls angepasst und mit der der aktuelle Ladenpreis errechnet wurde. Am Ende der Inflationszeit war der Preis der Bändchen auf 825 Milliarden Mark angestiegen.

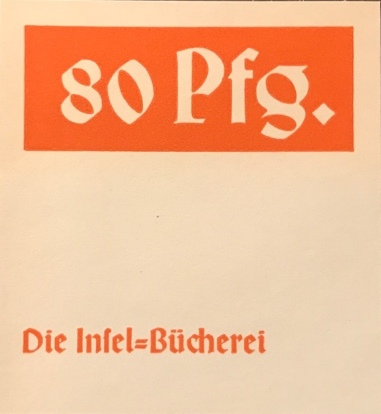
Einleger von 1932 mit dem neuen Preis „80 Pfg.“ (69 × 74 mm)

Nach der Währungsstabilisierung im Dezember 1923 kosteten Insel-Bücher wieder 60 Pfennig. Der Preis stieg dann 1924 auf 75 Pfennig, 1925 auf 90 Pfennig und 1926 auf 1 RM, wurde aber vom Verlag im folgenden Jahr wieder auf 90 Pfennig gesenkt. Durch die im Rahmen der Deflationspolitik des Regierungskabinetts Brüning II erlassene 4. Notverordnung vom 8. Dezember 1931 (RGBl. I Nr. 79, S. 699) wurde der Preis der Reihenbände nunmehr zwangsweise auf 80 Pfennig abgesenkt, worauf der Verlag mit kleinen Einlegern aufmerksam machte.
Zur Preisentwicklung von 1912 bis 1932 (bis einschließlich 1945) im Einzelnen vergleiche die nachfolgende Preistabelle. In diese wurden die regulären Papp- und Broschurbände, die broschierten Kriegsausgaben des Ersten (KR) und Zweiten Weltkriegs (Feldpost – FP) sowie die Lederausgaben aufgenommen. Die Tabellenwerte zeigen die erstmalige Preisauszeichnung an, Fragezeichen das Fehlen von offiziellen Preisverlautbarungen. In der Zeit der Hochinflation stiegen die Preise rasant, feste Werte für einen Jahreszeitraum kann es demzufolge nicht geben.
| Einband                    | 1912 | 1914 | 1915      | ab 1. August 1916 | 1917 | 1918 | 1919 | 1920 | 1921 | Anfang 1922 | Mai 1922 | 25. März 1923 | ab April 1923 | ab 15. November 1923 | 1924 | 1925 | 1926 | 1927 | 1932 | 1942         | 1944/2       | 1945         |
| -------------------------- | ---- | ---- | --------- | ----------------- | ---- | ---- | ---- | ---- | ---- | ----------- | -------- | ------------- | ------------- | -------------------- | ---- | ---- | ---- | ---- | ---- | ------------ | ------------ | ------------ |
| Pappe                      | -,50 | -,50 | -,50      | -,60              | -,70 | 1,10 | 1,35 | 4,50 | 5,-  | 7,-         | 12,-     | 1.400         | Hochinflation | -,60                 | -,75 | -,90 | 1,-  | -,90 | -,80 | -,80         | 0,80         | 1,25 (?)     |
| Broschur (Karton / Papier) | –    | –    | - -,30 KR | –                 | –    | –    | –    | –    | –    | –           | –        | –             | –             | –                    | –    | –    | –    | –    | –    | -,60 -,45 FP | -,60 -,45 FP | -,60 -,45 FP |
| Leder                      | –    | 3,-  | 3,-       | 3,-               | 3,-  | 3,-  | ?    | ?    | ?    | ?           | ?        | ?             | Hochinflation | ?                    | ?    | 7,-  | 4,50 | 4,50 | 4,-  | –            | -            | -            |

## Konservative Verlagspolitik in der Zeit des Nationalsozialismus und des Zweiten Weltkrieges

Verlagsprospekt 1933 (IV 10.33) mit Ankündigung (unten) der Deutschen Chronik als IB 444

### Die geplante „Deutsche Chronik 1918–1933“
Für 1933 kündigte der Verlag, der in der Reihe aktuelle politische Themen stets gemieden hatte, als IB 444 eine von dem DVP-Politiker Hans Wolf und dem Schriftsteller Otto von Taube herausgegebene Deutsche Chronik. 1918–1933 an, deren Planung bereits Mitte 1932 begonnen hatte. Sie sollte ursprünglich eine objektive geschichtliche Darstellung der Jahre der Weimarer Republik enthalten, die in ihrer inhaltlichen Gliederung der Chronik von Goethes Leben (IB 415) entsprach. Von Kippenberg wurde als zeitlicher Endpunkt der Chronik zunächst der 1. Oktober 1932 vorgeschlagen, Hans Wolf regte jedoch mehrfach an, die Verabschiedung des Ermächtigungsgesetzes im Reichstag am 23. März 1933 heranzuziehen, mit dem den Nationalsozialisten die unumschränkte legislative und exekutive Macht in Deutschland übertragen wurde. Die offizielle Forderung nach einer besonderen Würdigung des NSDAP-Aufstiegs unter Adolf Hitler hatte im Zuge der Manuskripterarbeitung schließlich einen sichtbaren Ausdruck in der Darstellung der historischen Ereignisse dergestalt gefunden, dass der Nationalsozialismus und Hitler – unter anderem wurde ein Ausschnitt seiner Regierungserklärung auf dem sog. Tag von Potsdam am 21. März 1933 wiedergegeben – insgesamt als positive politische Kräfte auch in der Weimarer Republik dargestellt wurden. Letztlich erschien die in ihrer vorliegenden Endfassung deutlich rechtskonservativ ausgerichtete Chronik, die den Boden einer ausgewogenen Darstellung der damals jüngsten deutschen Geschichte wohl schon verlassen hatte, jedoch nicht; die genauen Gründe sind nicht bekannt.

### Jüdische Autoren

#### Stefan Zweig
Als einer der Hauptautoren des Insel Verlags fand sich auch Stefan Zweig, der neben eigenen Werken auch viele Übertragungen ausländischer Literatur verfasst hatte und an vielen Herausgaben beteiligt war sowie mit fünf Titeln (ein Gedichtband und vier Erzählungen) auch in der Insel-Bücherei repräsentativ vertreten war, nach dem Machtantritt des Nazi-Regimes auf der am 16. Mai 1933 erstmals veröffentlichten „Schwarzen Liste“ von 135 Autoren wieder. Die Liste war zwar für die Verleger zunächst nicht bindend, aber Kippenberg wurde Ende 1933 vom Börsenverein nochmals über aus nationalen und kulturellen Gründen unerwünschte Autoren – darunter wieder Stefan Zweig – förmlich informiert. Zu diesem Zeitpunkt konnte der Verleger unter Hinweis auf mögliche außenpolitische Verwicklungen beim Reichspropagandaministerium noch erreichen, dass ihm der Verkauf einzelner Titel Zweigs auf Widerruf gestattet wurde. Dadurch konnte er sogar noch 3 von dessen 1932 im Verlagsprogramm befindlichen 5 Reihentiteln in seinen Verlagsverzeichnissen bis zum Sommer 1935 führen. Schon in den Verlagswerbeschriften zu Weihnachten 1935 war aber der Autor getilgt. Zweigs schon seit dem Beginn in der Reihe als IB 5/1 (1931: 60 Tsd.) präsenten Übertragungen der Hymnen an das Leben von Verhaeren waren dagegen erst Ende 1936 aus den IB-Verzeichnissen verschwunden.
Nur die Novelle „Brennendes Geheimnis“ (IB 122/1) war schon seit Anfang 1933 nicht mehr aufgeführt. Von dem 1933 eingerichteten Reichsministerium für Volksaufklärung und Propaganda wurde nämlich der nach ihr im selben Jahr gedrehte Film gleich wieder verboten, da Anspielungen auf den Reichstagsbrand vom 27. Februar 1933 vermutet wurden. Vorsichtshalber verzichtete Kippenberg sofort auf weitere Werbung für dieses Bändchen, dessen letzte Auflage 1932 (151.-170. Tsd.) erschienen war.
Bei zwei Bändchen gab es auch noch Nachauflagen. So erschien Zweigs erfolgreichster Band, Sternstunden der Menschheit (IB 165/2), 1933 im 310. und 1935 nochmals im 320. Tsd. Die Ausgewählten Gedichte (IB 422/1) wurden 1934 letztmals im 20. Tsd. gedruckt. Nach Ablauf der letzten Schonfrist am 1. März 1936 musste sich Kippenberg aber von Zweig endgültig trennen, der zunächst in seiner österreichischen Heimat bei Herbert Reichner in Wien weiter veröffentlichen konnte, bevor ihm 1938 auch diese Möglichkeit von den Machthabern im so genannten Großdeutschen Reich genommen werden sollte.

#### Weitere jüdische Autoren
Neben Zweig mussten auch alle anderen offensichtlich jüdischen Autoren oder auch solche Titel, die einen positiven Bezug zum Judentum und jüdischen Leben hatten, aus dem Verlagsprogramm zurückgezogen werden. Auch der Bücherverbrennung am 10. Mai 1933 fielen diese Titel zum Opfer. Im Zusammenhang mit dieser soll fast die gesamte 2. Auflage der Altjüdischen Legenden (IB 347/1), herausgegeben von Bin Gorion, vernichtet worden sein. Teilweise ließ Kippenberg aber auch nur die Namen von jüdischen Autoren, Künstlern oder sonstigen erwähnten Personen in den Texten weg oder es wurden bei jüdischen Übersetzern die Seiten mit ihrer Namensangabe, häufig beim Impressum, entfernt, um die Titel weiter verkaufen zu können, wie z. B. bei IB 215/2, François Mauriac: Der Aussätzige und die Heilige, der von Iwan Goll übersetzt worden war. Diese Praxis traf u. a. auch auf Stefan Zweig oder den Frankfurter Buchhändler Walter Schatzki zu, dessen Sammlungsexemplar die Ausgabe von Heinrich Hoffmanns Der Struwwelpeter (IB 66/2) in der Insel-Bücherei zugrunde lag. Auch Heinrich Heine, der berühmte Dichter der Loreley und in der IB mit den noch 1935 angezeigten Elementargeistern (IB 316/1, 1920) vertreten, verschwand danach aus der Reihe.

#### Der Fall Franz Blei
Mitunter wurden aber auch Autoren als jüdischer Herkunft eingestuft, die es tatsächlich gar nicht waren, wie der als Übersetzer von Oscar Wilde tätige Franz Blei, der Deutschland bereits 1933 als Gegner des NS-Regimes verlassen hatte. Auch hier hatte Kippenberg die Seite mit dem Impressum der noch vorhandenen Restbestände des Gespenstes von Canterville (IB 390), in dem sein Name aufgeführt war, entfernen lassen.

#### Im NS-Staat aus politischen und kulturpolitischen Gründen missliebige Autoren
1936 verschwand nach der Ausbürgerung Thomas Manns auch dessen Felix Krull aus den IB-Verzeichnissen. Sein älterer Bruder Heinrich Mann, der seit 1913 mit dem Titel Auferstehung (IB 62/1, 1930: 56. Tsd.) im IB-Programm war, wurde nach seinem Ausschluss aus der Sektion für Dichtkunst der Preußischen Akademie der Künste, deren Präsident er bis dahin war, schon nicht mehr in den Verlagsverzeichnissen geführt. Schließlich musste auch Maxim Gorki mit seinen immerhin vier Reihentiteln Geschichten von Landstreichern (IB 71/2), Konowalow (IB 127/2), Erinnerungen an Leo N. Tolstoi (IB 158/2) und Malwa (IB 404/1) dem braunen Zeitgeist weichen.

### „Erlaubte“ Autoren

#### Prosa und Lyrik
Gleichwohl wurde die Produktion der Insel-Bücherei mit den „erlaubten“ Autoren nach Titeln, Absatz und Ausstattung ab 1933 auf einem beachtlichen Niveau gehalten, so dass sie aufgrund ihres Verkaufserfolgs bis zum Ende des Zweiten Weltkrieges noch immer das wirtschaftliche Rückgrat des Insel Verlags bildete. Allerdings waren unter diesen auch nicht wenige der 88 Schriftsteller und Dichter, die das am 26. Oktober 1933 veröffentlichte Gelöbnis treuester Gefolgschaft für Hitler unterzeichnet hatten, wie Rudolf G. Binding: Der Opfergang (IB 23, Verfilmung 1944), Hans Friedrich Blunck: Gestühl der Alten (IB 538/1), Peter Dörfler: Jakobäas Sühne (IB 431), Josef Ponten: Der Meister (IB 289/2), Friedrich Schnack: Geschichten aus Heimat und Welt (IB 498/1) oder Wilhelm von Scholz: Die Beichte (IB 467); die IB-Titelangabe ist nur bei Dörfler abschließend. Im Gegenzug waren auch mehrere IB-Autoren auf der 1944 von Hitler und Goebbels erstellten „Gottbegnadeten-Liste“, wie Blunck, von Scholz oder Helene Voigt-Diederichs (IB 491). Zusätzlich waren auf der Sonderliste der „Unersetzlichen Künstler“ mit den sechs wichtigsten deutschen Schriftstellern drei IB-Autoren vertreten: Ina Seidel, die allerdings erst 1958 in der Insel-Bücherei mit einem Gedichtband (IB 668/1) in Erscheinung trat, Gerhart Hauptmann, der in jener Zeit mit Hanneles Himmelfahrt (IB 180/2) in der IB vertreten war und ansonsten von S. Fischer verlegt wurde, und Hans Carossa, ein Hauptautor des Insel Verlags und damals im IB-Programm mit Die Schicksale Doktor Bürgers (IB 334/2) und Gedichte (IB 500). 
Einen Auszug aus dem umfangreichen IB-Verlagsprogramm von 1935 zeigt die Abbildung einer unausgefüllten Bestellkarte vom 3. April 1935, mit der die Buchhandlungen ohne großen Schreibaufwand direkt beim Verlag die gewünschten Bände ordern konnten. Aufgrund der üblicherweise erfolgenden Rücksendung gingen die Bestellkarten nach der Bearbeitung im Insel Verlag zumeist verloren.

#### Farbige Bildbände
1933 erschienen als neuer Buchtyp in der Reihe farbig illustrierte Bände. Den Anfang machte der in seinem Maßstab auf IB-Größe verkleinerte Titel Das kleine Blumenbuch, dessen 58 Tafeln von Rudolf Koch gezeichnet und Fritz Kredel in Holz geschnitten waren, gefolgt vom ebenfalls verkleinerten Der Struwwelpeter oder lustige Geschichten und drollige Bilder von Heinrich Hoffmann (IB 66/2); auch der vom reihentypischen Musterpapier abweichende Bildeinband (siehe unten) hatte hier Premiere. Als dritter Band beschloss die Manessische Liederhandschrift (IB 450) als eine für das breite Publikum erschwingliche Kleinausgabe des großen Faksimiledrucks von 1925–1927 die erste Serie. Dieser folgten unter anderen ein Jahr später der von Fritz Kredel mit Abbildungen von Soldaten in historischen Originaluniformen illustrierte Band Wer will unter die Soldaten. Deutsche Soldatenlieder (IB 236/2, 1934) und 1938 Grimms Märchen Hans im Glück (IB 530) mit Bildern von Willi Harwerth, deren Motive er seiner norddeutschen Heimat entlehnt hatte.

#### Produktion im Zweiten Weltkrieg
Auch noch während der ersten Kriegsjahre konnte die Insel-Bücherei trotz vielfältiger Materialprobleme und personeller Einschränkungen im Verlag in einem beachtlichen Umfang fortgeführt werden. Bis 1940 – zu Weihnachten jenes Jahres erschien vor Kriegsende das letzte Gesamtverzeichnis der IB – war bereits die Bandnummer 559 (Max Hirmer: Die schönsten Griechenmünzen Siziliens) erreicht; erst kurz vor Kriegsende war dann noch IB 560 Die Minnesinger (Zweite Folge) fertiggestellt, konnte jedoch erst im Oktober 1945 aufgebunden werden. Bis dahin wurden nur inhaltlich ausgesonderte Titel neu belegt. So erschienen auf alten Nummern Edwin Redslob: Des Jahres Lauf (IB 99/3 – zuvor Pope’s Lockenraub), Euripides: Elektra (IB 256/2 – zuvor Niebergalls Des Burschen Heimkehr) oder Josef Weisz: Blumen vom Gipfel der Berge (IB 131/2 – zuvor Verlaines Meine Gefängnisse). Neben dem schon erwähnten IB 559 erschienen von den Fotokunstbänden noch 1943 von Hans Küas, Die Goldene Pforte zu Freiberg (IB 179/3) und 1944 von Carl Lamb Der Tempel von Paestum (IB 170/3) mit einem Geleitwort von Ludwig Curtius. Die Neuproduktion war 1944 auf 6 Titel gesunken. In dieser Zeit trat der Insel-Verleger unter dem Anagramm „Benno Papentrigk“ selbst mit einem Titel in der Reihe hervor. 1942 erschienen als IB 219/3 seine Schüttelreime, nachdem der Autor diese zunächst im Privatdruck und dann außerhalb der Reihe im Insel Verlag veröffentlicht hatte.

### Insel-Bändchen als Propagandamittel und Kriegsausgaben
Nicht wenige Insel-Bücher wurden als Bücherspenden über das von der NS-Propaganda herausgestellte Winterhilfswerk an Bedürftige verteilt, was durch entsprechende Einkleber oder Stempel dokumentiert ist. Für die eigenen Bücherspenden im Rahmen der Winterhilfsspende der Reichsschrifttumskammer druckte der Verlag einen kleinen Einleger mit Verlagssignet. Auch schickten viele Unternehmen sowie Verbände und Vereinigungen, wie bereits im Ersten Weltkrieg praktiziert, an ihre als Soldaten an der Front stehenden Arbeitnehmer bzw. Mitglieder Insel-Bändchen als Geschenk, die mit mehr oder weniger Kriegspropaganda in Form von Stempeln oder Einklebern versehen waren. Darüber hinaus liegt eine Vielzahl von Inselbändchen mit diversen Stempeln von Einheiten der Wehrmacht und sonstigen militärischen Verbänden sowie ihren Ausbildungseinrichtungen und auch Lazaretten vor. 
Aufgrund ihres Formats und Gewichts sollten Insel-Bücher als erholsamer Lesestoff für die in lebensgefährlichen und äußerst strapaziösen Kampfhandlungen eingesetzten Militärangehörigen dienen, die dazu in besonderen Ausgaben mit teils sehr hohen Auflagen für die Wehrmachtsangehörigen geliefert wurden (Siehe dazu unten: Besondere Kriegsausgaben).

### Kriegsvernichtete Ausgaben

#### Erstauflagen neuer Titel
In den Morgenstunden des 4. Dezember 1943 wurden auch das Verlagshaus des Insel Verlags im Graphischen Viertel und das Gebäude des mit dem Vertrieb des Verlagssortiments beauftragten Kommissionärs C. Fr. Fleischer Opfer des Krieges und bei einem alliierten Luftangriff auf Leipzig völlig zerstört. Bei diesem lagerten stets größere Bestände der Insel-Bücherei für den Versand. Dadurch gingen in der Bombennacht neben vielen versandfertigen Nachauflagen auch acht zur Auslieferung an den Buchhandel bereitliegende, in Pappe gebundene IB-Erstauflagen, wie IB 99/3 (Edwin Redslob: Des Jahres Lauf), IB 210/2 (Le Fort: Das Gericht des Meeres), IB 256/2 (Euripides: Elektra) oder IB 340/2 (Ferdinand Gregorovius: Neapel und Capri), in Flammen auf. Diese konnten zwar alsbald nachgedruckt werden und erschienen dann ab 1944 – allerdings nur noch broschiert – in den Buchläden. Auflagen in Pappbänden gab es von diesen erst wieder nach dem Krieg.
IB 313/2 
Gedichte des deutschen Barock 
(1943)
(Hrsg. Wolfgang Kayser)

Link zum Bild

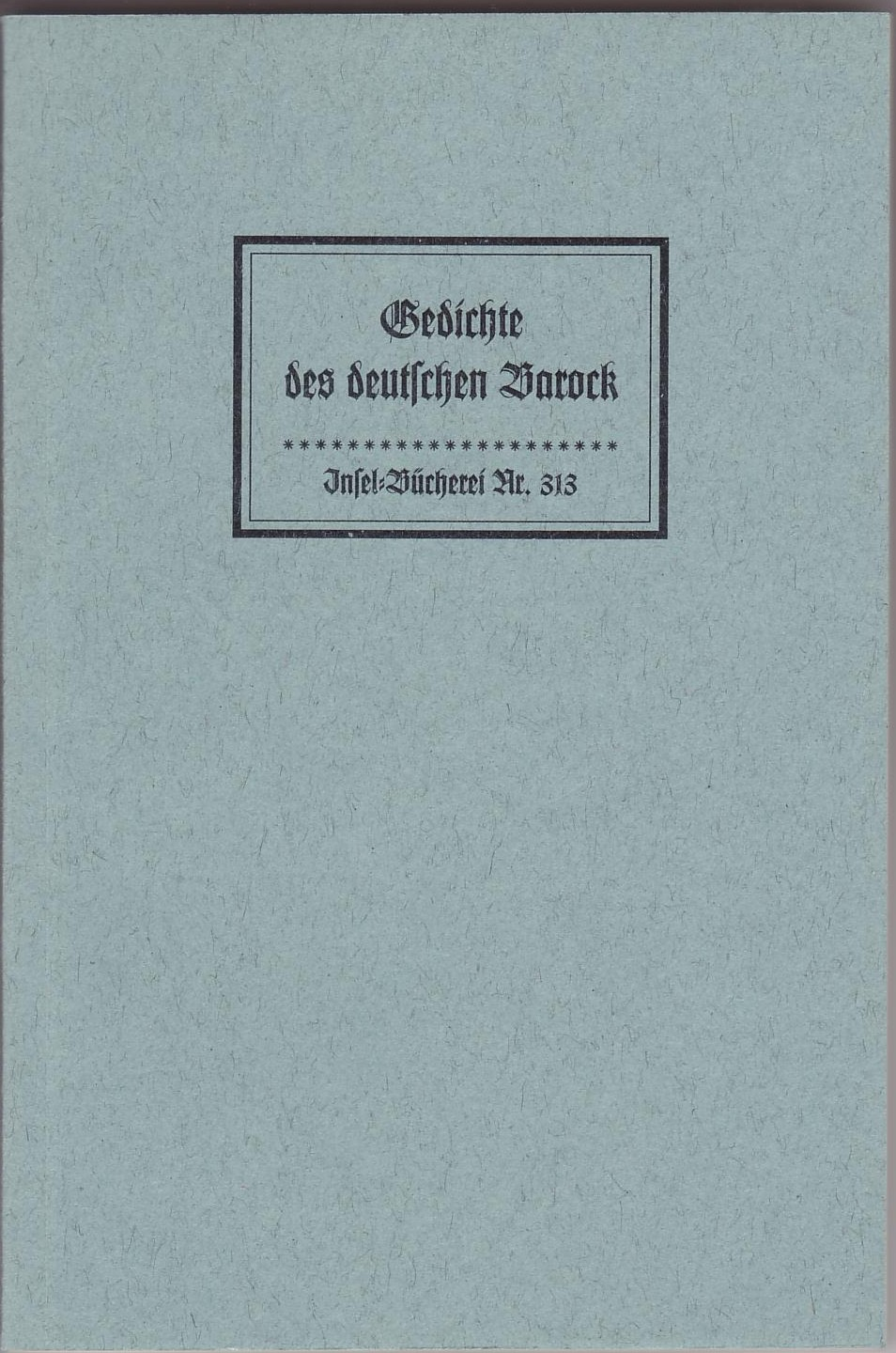
IB 313/2 Gedichte des deutschen Barock, fotomechanischer Nachdruck

Ein Titel aber – die Gedichte des deutschen Barock, Auswahl und Nachwort von Wolfgang Kayser (IB 313/2) – wurde bislang vom Verlag offiziell nicht wieder aufgelegt, wodurch er ein Desideratum sehr vieler Sammler dieser Reihe ist. Auch das von Constantia Heinichen, einer Absolventin der in Leipzig ansässigen Staatlichen Akademie für graphische Künste und Buchgewerbe, für diesen Band entworfene Einbandpapier blieb auf diesen beschränkt. Es wurde vom Verlag nie wieder zum Einbinden anderer Bände nachgedruckt, wie dies ansonsten bei den Neugestaltungen von Einbandpapieren gängige Praxis war. 
Nur etwa vier Dutzend Exemplare sollen erhalten geblieben sein, weshalb der Band, insbesondere journalistisch, oft als „Blaue Mauritius der Insel-Bücherei“ bezeichnet wird. Das Gros der noch existierenden Bände wurde von Kippenberg bereits vor dem offiziellen Erscheinungstermin an den Herausgeber – mehrere gewidmete Autorenexemplare liegen vor –, andere Verlagsautoren und -buchkünstler, Freunde des Verlags oder zu Rezensionszwecken versandt. Am Tag vor dem Luftangriff sollen auch noch Bestellungen einiger Leipziger Buchgeschäfte von C. Fr. Fleischer ausgeführt worden sein.
 Um breiteren Sammlerkreisen wenigstens den Inhalt des Bändchens zu erschließen, wurde der Titel 1989 mit Genehmigung des Frankfurter Verlagshauses von privater Seite als einmaliger, fotomechanischer Nachdruck im einfarbigen Broschureinband in einer Auflage von 500 Exemplaren herausgegeben.

#### Veränderte Nachauflagen älterer Titel
Neben gänzlich neu produzierten Titeln sind in der Bombennacht aber auch größere Bestände an neun veränderten Nachauflagen (gesondert bibliographierte Varianten), die teils unter neuer IB-Nummer erschienen sind, vernichtet worden. Unter diesen waren die heute besonders seltenen Bände - die Anzahl der verbliebenen Exemplare ist mit angegeben: IB 26/1B (Johannes Butzbach Wanderbüchlein, 39.–41. Tsd., 500 Ex.), IB 235/1C (Nikolaus Lenau: Gedichte, 24.–28. Tsd., ca. 1000 Ex.) und IB 328/1B (Keller: Der Schmied seines Glücks, mit neuen Illustrationen von Carl Tesche, 28.–35. Tsd., ca. 4000 Ex.) zu finden. Die zu den Restexemplaren gemachten Angaben stammen aus dem Katalog Jenne II, S. 231, der hier auf Angaben aus dem so genannten Hauptbuch des Insel Verlags zurückgegriffen hat. Allerdings deckt sich das tatsächliche Vorkommen des Bandes von Keller nicht ganz mit der angegebenen Zahl. Er taucht deutlich seltener auf dem Antiquariatsmarkt auf, als bei 4000 Restexemplaren zu erwarten wäre. Auf diesen Fakt hat auch Jenne hingewiesen (Jenne II, S. 233). Möglicherweise liegt hier ein kriegsbedingtes Versehen beim Eintrag im Hauptbuch vor.

#### Unveränderte Nachauflagen älterer Titel
Schließlich gab es nach Verlagsangaben noch teilweise oder Totalverluste bei vielen unverändert gedruckten Nachauflagen. Bei letzteren tauchen gleichwohl Einzelexemplare auf, wie bei IB 350 (Geistliche Auslegung des Lebens Jesu Christi, 11. bis 13. Tsd.) oder IB 397/1 (Hans Christian Andersen: Die schönsten Märchen, 16. bis 20. Tsd.); die kriegsbedingt schwierige Verlusterfassung durch den Insel Verlag war also auch hier nicht 100-prozentig fehlerfrei.

### Preisentwicklung
Der durch die 4. [Not-]Verordnung vom 8. Dezember 1931 zwangsweise auf 80 Pfennig abgesenkte Ladenpreis der Insel-Bücher blieb mindestens bis in die ersten Kriegsjahre unverändert, wie den einschlägigen Werbematerialien des Verlags zu entnehmen ist. Die während des Zweiten Weltkriegs verkauften Broschuren im Papiereinband kosteten dagegen 60 Pfennig und die ebenfalls broschierten Feldpostausgaben nur 45 Pfennig. Während des Krieges dürfte der Preis der Pappbände aber noch auf 1,25 RM gestiegen sein. Es liegen zum genauen Zeitpunkt der Preisanhebung auf 1,25 RM keine Preislisten des Verlages vor. Im Katalog der DNB sind ebenfalls keine Angaben bei Pappbänden der Kriegsjahre mit 1,25 RM zu finden. Nicht selten finden sich bei erst 1943 erschienenen Truppenbetreuungsausgaben in den Büchern mit Bleistift vorgenommene Preiseintragungen von „-,80“ (Reichsmark), die vom Buchhandel stammen dürften. Damit würde eine Preisanhebung frühestens ab 1944 in Betracht kommen. Spätestens muss die Preisanhebung jedoch Anfang 1945 erfolgt sein, da aus dieser Zeit Kassenbelege aus Buchhandlungen mit der Preisangabe „1,25 RM“ für den Kauf eines Insel-Buchs vorliegen. Der Preis von 1,25 Mark war dann in der DDR für das Leipziger Verlagshaus verbindlich. Zur Preisentwicklung von 1933 bis 1945 im Einzelnen vergleiche die oben angegebene Tabelle.

## Leipziger Verlagshaus von 1945 bis 1990

### Erteilung der Verlagslizenz
Unmittelbar nach dem Zweiten Weltkrieg wurde dem Insel Verlag am 10. Oktober 1945 in der Sowjetischen Besatzungszone eine Vertriebsgenehmigung für seine verbliebenen Bestände erteilt. Nun konnten auch wieder Insel-Bücher, bis 1950 allerdings nur Lagerbestände oder Nachdrucke älterer Titel, erscheinen.
Eine erste Produktionslizenz wurde dem Verlag von der Sowjetischen Militäradministration (SMAD) in Berlin-Karlshorst rückwirkend zum 1. April 1946 erteilt. Der reguläre Verlagsbetrieb konnte dann am 25. Februar 1947 nach Erhalt einer endgültigen Verlagslizenz von der SMAD, zunächst mit der Nummer 366, unter großen Schwierigkeiten wieder aufgenommen werden. Bei der Entscheidung zugunsten des Verlages nahmen maßgeblich Einfluss der frühere Autor des Insel Verlags und nunmehriges Mitglied des Zentralkomitees der SED, Johannes R. Becher, und der Leipziger Oberbürgermeister, Erich Zeigner, der damit die – allerdings vergebliche – Hoffnung verband, Kippenberg möge Leipzig als den ständigen Ausstellungsort seiner Goethe-Sammlung bestimmen. Diese erstreckte sich über alle Gebiete von Literatur, Kunst und Wissenschaft und galt damals als die bedeutendste Privatsammlung auf diesem Gebiet. Becher selbst war übrigens gleich zu Beginn der neuen Verlagstätigkeit mit dem Sonette-Band Wiedergeburt vertreten, der 1987 als IB 1079/1 noch in die Insel-Bücherei übernommen wurde.
Zur rascheren Befriedigung der Nachfrage nach Literatur und wahrscheinlich auch aufgrund des Materialmangels wurden zunächst Teilauflagen von 21 Titeln der Insel-Bücherei in einer kostengünstigen einfarbigen Broschur-Ausstattung ohne Hinweis auf dieselbe gedruckt. Dies gestattete zudem, den von den sowjetischen Behörden verhängten Preisstop für die Insel-Bücherei auf dem vor Kriegsende bestehenden Niveau zu umgehen, indem je nach Umfang ein Preis von 1,50 bis 2,25 RM, zumeist jedoch 1,80 RM, für die in einer Auflage von meist 10 000 Exemplaren gedruckten Broschüren gefordert werden konnte. Als broschierte IB-Ausgaben konnten dann ab 1948, auch während der NS-Zeit durch systemkonforme Autoren ersetzte Titel wieder aufgelegt werden, wie von Stefan Zweig (IB 165/2, Sternstunden der Menschheit), Thomas Mann (IB 312/2, Felix Krull) oder Maxim Gorki (IB 404/1, Malwa). Es gab auch IB-Titel, die auf der Liste der auszusondernden Literatur standen und nicht mehr vertrieben werden durften, wie Friesennot von Werner Kortwich (IB 430/1).
Nach dem Kompetenzwechsel bei der Kontrolle des DDR-Verlagswesens von der SMAD auf das Amt für Information der DDR Anfang 1950 wurde am 26. Oktober 1951 dem Leipziger Verlagsleiter Richard Köhler – Anton Kippenberg war schon am 21. September 1950 in Luzern verstorben – mit der Nummer 351 die bis 1990 im Impressum der Leipziger Insel-Bücher zu findende Lizenznummer erteilt. Als erste neue IB-Titel erschienen noch 1951 Crisanta (IB 99/4) von Anna Seghers, die insgesamt mit 4 Titeln in der Reihe präsent sein sollte, Leb wohl! El Verdugo (IB 104/3) von Honoré de Balzac (mit 7 Titeln in der IB) und Der Mexikaner Felipe Riveras von Jack London (IB 163/2), die an die Stelle anderer Vorkriegsausgaben mit dieser Bandnummer traten.

### Ausgabepolitik

#### Ausgabeschwerpunkte bis 1989
Im Leipziger Verlagshaus bildeten nach dem Zweiten Weltkrieg die Werke von Dichtern und Schriftstellern des deutschen Humanismus, des sog. Sozialistischen Realismus sowie aus der Sowjetunion und den anderen sozialistischen Staaten den herausgeberischen Schwerpunkt. Unter den sowjetischen Autoren waren auch solche, die zuvor Veröffentlichungsverboten unterlegen hatten oder Verfolgungsmaßnahmen des stalinistischen Machtapparates ausgesetzt waren, wie Andrei Platonow (IB 982: Juligewitter) oder Boris Pilnjak (IB 1043: Eisgang).
Bei den DDR-Autoren spannte sich der Bogen von Willi Bredel (IB 834: Pater Brakel), Bodo Uhse (IB 485/2: Der Weg zum Rio Grande), Wieland Herzfelde (IB 599: Das Steinerne Meer; IB 952: Blau und Rot. Gedichte) und Stephan Hermlin (6 Bände), Günter Kunert (IB 1007/1: Kinobesuch) und Franz Fühmann (IB 989/1: König Ödipus).
Es wurden allerdings auch Lizenzausgaben von Autoren westlicher Länder verlegt, vor allem, wenn deren Werk als fortschrittlich im Sinne der sozialistischen Kultur- und Kunstdoktrin galt, wie dies bei den deutschsprachigen Autoren Ingeborg Bachmann (IB 1037/1: Die Gedichte), Walter Jens (IB 1063: Der Untergang) oder Elias Canetti (IB 1066: Die Stimmen von Marrakesch) der Fall war. Von bedeutenden englischsprachigen Autoren kamen so neben damaligen oder späteren Nobelpreisträgern, wie Ernest Hemingway (IB 902: Die Sturmfluten des Frühlings), T.S. Eliot (IB 1089: Das wüste Land), Harold Pinter (IB 1048: Der stumme Diener) oder Doris Lessing (IB 1039/1: Hunger), beispielsweise auch Gertrude Stein (IB 1069: Picasso. Erinnerungen), James Joyce (IB 1052: Kammermusik. Gesammelte Gedichte), James Baldwin (IB 999/1: Sonnys Blues) oder Truman Capote (IB 1036/1: Baum der Nacht) zu Wort.
Noch bis 1989 verlegte das Leipziger Verlagshaus den seit den 1930er Jahren klassischen Bildband der Reihe, bei dem einem Tafelteil, der in der Regel aus 24 bis 32 Seiten bestand, ein einführender und kommentierender Text gegenübergestellt wurde. Das Spektrum reichte hier von alten Meistern der Malerei (IB 970, Cranach: Zeichnungen) und der Bildhauerei (IB 1055: Meister H.W.) über die klassische Moderne (IB 1025/2, Dix: Graphik) bis zu Gegenwartskünstlern der DDR (IB 765, Albert Ebert. Poesie des Alltags oder IB 1050, Heidi Manthey: Fayencen).
Einer besonderen Pflege erfreute sich in der DDR das illustrierte Insel-Buch. Dies war vor allem dem Engagement des Herstellungsleiters Hans-Joachim Walch – ein Schüler Max Schwimmers – zu verdanken. Er beauftragte vor allem junge Grafiker, häufig Absolventen der auch von ihm besuchten Hochschule für Grafik und Buchkunst Leipzig. So wurden z. B. als IB-Illustratoren tätig: Egbert Herfurth (IB 581/2, Gotthold Ephraim Lessing: Epigramme), Rolf Felix Müller (IB 672, August Kopisch: Kleine Geister), Karl-Georg Hirsch (IB 859: Stevenson: Der Selbstmörderklub). Aber auch schon etablierte Buchkünstler, wie Werner Klemke (IB 234/C, Stevenson: Villon), Heiner Vogel (IB 290/2C, Alexander Grin: Das Purpursegel. Eine Feerie) oder Imre Reiner (IB 754, Cervantes: Fräulein Cornelia), konnten ihre Künstlerschaft in die Gestaltung der Bändchen einbringen. Schließlich trat Walch auch selbst in der Insel-Bücherei illustratorisch in Erscheinung, z. B. bei IB 729: Kikeriki oder Das Krähen des edlen Hahnes Beneventano von Herman Melville.

#### Verlagsprogramm 1990
Trotz der mit der deutschen Wiedervereinigung einhergehenden Wechselfälle erwies sich das Verlagsprogramm 1990 der Verlagsgruppe Kiepenheuer, in die das Leipziger Verlagshaus seit 1977 integriert war, bei der Insel-Bücherei als Konstante und wurde weitestgehend umgesetzt. Lediglich der unter der Nummer 1097 in einer Neuübersetzung angekündigte Titel Guillaume Apollinaire: Die kubistischen Maler (Herausgeber: Helmut Melzer) blieb auf der Strecke. Bereits 1989 war nämlich im Luchterhand Literaturverlag eine Neuauflage der Übersetzung Oswalt von Nostitz’ von 1956 erschienen und durch die politischen Umwälzungen in der DDR seit 1989 auch dem dortigen Lesepublikum zugänglich. Für die geplante Neuübersetzung der 1913 erstmals unter dem Titel Les peintres cubistes erschienenen Essay-Sammlung sah der Verlag wohl keine hinreichenden Absatzchancen.

### Nach Ankündigung nicht erschienene Leipziger IB

#### Aufgrund von Verlagsentscheidungen nicht erschienene Titel
Die Verlagsankündigungen zu den Neuerscheinungen waren vor dem Zweiten Weltkrieg äußerst verlässlich, erschienen diese doch zeitnah vor dem Erscheinen der Bändchen. Im Leipziger Verlagshaus wurden nach 1945 Werbemittel nur in einem vergleichsweise beschränkten Umfang eingesetzt und dienten vor allem die von 1951 bis 1977, zumeist im Frühjahr und Herbst, erschienenen Ankündigungen des Insel Verlags als Wegweiser auch für die IB. Dabei wurden einige Titel mehrfach angekündigt, das Erscheinen jedoch immer wieder verschoben, was auch durch planwirtschaftliche Mangelerscheinungen bedingt war.
Andere IB wurden jedoch gar nicht mehr ediert – hier waren in der Regel die Autoren politisch oder auch nur kulturpolitisch nicht mehr opportun: Der Lyriker und Redakteur sowie von 1949 bis 1962 Chefredakteur der Zeitschrift Sinn und Form, Peter Huchel, geriet bereits Mitte der 1950er Jahre zunehmend in Konflikt mit den Kunst- und Kulturdoktrin in der DDR. Sein als IB 654 in den Jahren 1958 und 1959 angekündigter Gedichtband erschien dementsprechend nicht; 1961 wurde mit dieser Nummer Balzacs „Das Mädchen mit den Goldaugen“ veröffentlicht. Bereits 1954 waren „Spanische Erzählungen“ von Rudolf Leonhard, dem Schriftsteller und mutmaßlichen Vater von Wolfgang Leonhard, als IB 584 in der Liste der Novitätenvorschau angekündigt – eine Veröffentlichung fand nicht statt. Schließlich kam auch Hans Bethges „Indische Reise“ (IB 632) nicht auf den Ladentisch, trotzdem auch dieses IB 1956 und 1958 angekündigt war.
In die Reihe von nicht veröffentlichten IB-Titeln gehören u. a. noch die teilweise ohne IB-Nummer angekündigten Bände von Paul Éluard „Gedichte . Poèmes“, Federico García Lorca „Bernarda Albas Haus“, Bertolt Brecht „Die Dreigroschenoper“, Alexander N. Ostrowski „Wald“, Charles-Louis Philippe „Charles Blanchard“ (IB 635), „Das Meerwunder“ von Hauptmann (IB 621) und Pierre-Jean de Béranger „Chansons“ (IB 673). Hier mögen aber programmtechnische Motive für das Nichterscheinen den Ausschlag gegeben haben, da die Autoren ansonsten im Insel Verlag oder bei anderen DDR-Verlagen verlegt wurden.
Betroffen von Ankündigung und Nichterscheinen waren auch Nachauflagen von Vorkriegstiteln. Klaus Groths Quickborn (IB 451) war 1959 mit Illustrationen von Otto Speckter als IB 671 gelistet, für Storms Novelle „Zur Chronik von Grieshuus“ (IB 211/2) war 1958 und für Calderons „Schulze von Zalamea“ (IB 354) 1958 und 1959 das geplante Erscheinen gemeldet.

Impressum von IB 1023/1

Titelblatt-Ausschnitt des vernichteten IB 1023/1, J. Heartfield: Fotomontagen

### Ausgaben von Unternehmen und Unternehmervereinigungen (Auswahl)

Beispiele von Sonderausgaben des Insel Verlags für Unternehmen und Vereine
IB 505/A Wilhelm Pinder: Bildwerke des Naumburger Doms, Sonderausgabe für die Mansfeldische Kunstvereinigung, Sonderpappeinband
IB 507/A Wilhelm Busch: Hernach, Sonderausgabe für die Wilhelm-Busch-Gesellschaft, Schmutztitel mit Zudruck
IB 726 Sophokles: König Oidipus, Sonderausgabe für die Firma Sager & Woerner, Halbledereinband
IB 611 Japanische Farbenholzschnitte, Sonderausgabe 1958 für die Gilde-Versicherung Düsseldorf, Ledereinband
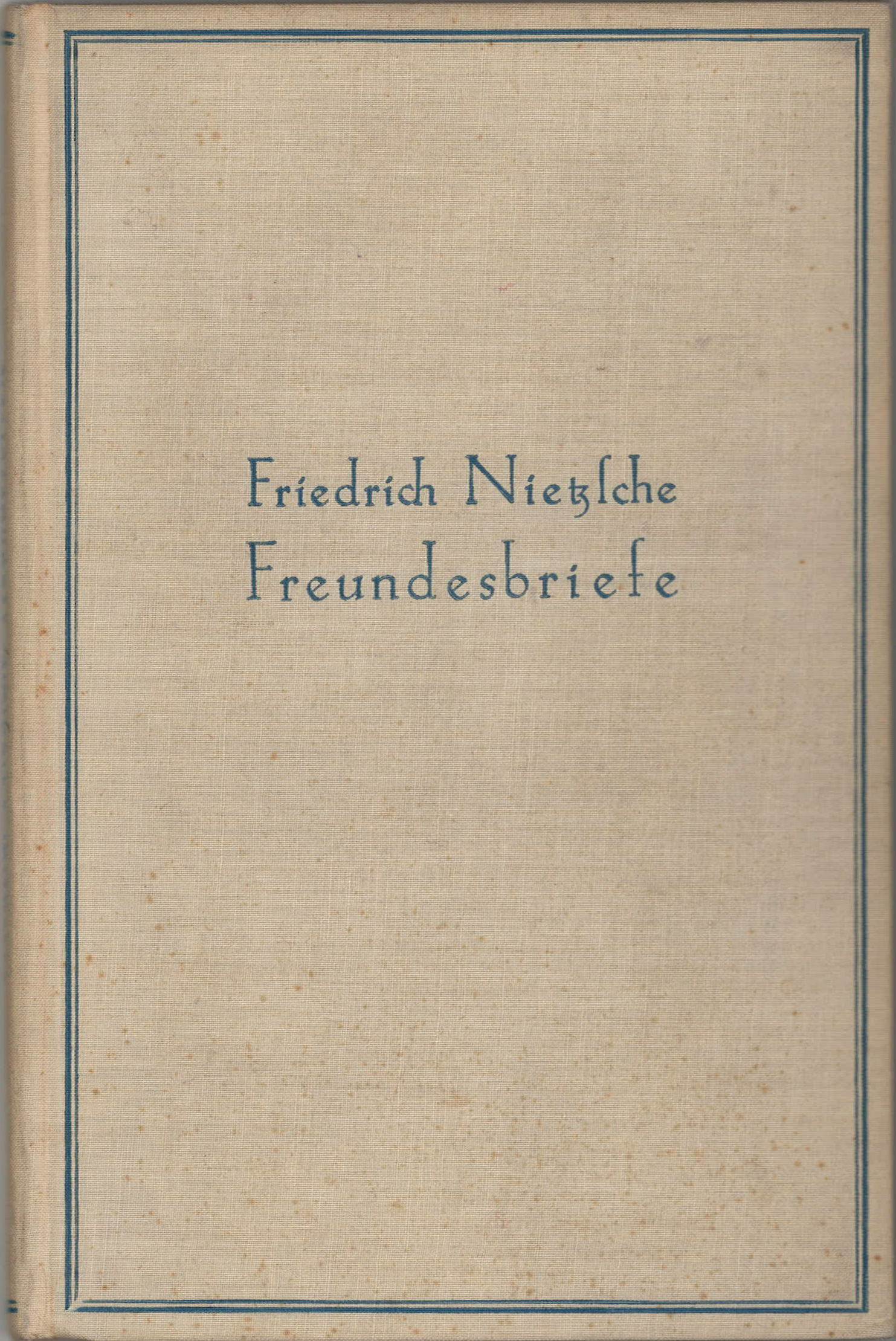
IB 421/1 Richard Oehler (Hrsg.): Freundesbriefe, Jahresgabe 1931 der Gesellschaft der Freunde des Nietzsche-Archivs, Leineneinband

#### Die vernichtete „Heartfield-Ausgabe“
Ungeachtet der in der DDR gegebenen Materialknappheit, die sich in limitierten Papierzuteilungen an die Verlage und zum Teil qualitativ minderwertigem, stark holzhaltigem Papier widerspiegelte, kam es 1979 zur Einstampfung der Rohbögen einer in 25 000 Exemplaren vollständig ausgedruckten Neuerscheinung – dem als IB 1023/1 vorgesehenen Titel John Heartfield: Fotomontagen aus den Jahren 1924 bis 1944, herausgegeben von Roland März.
Hintergrund der in der Geschichte der Insel-Bücherei wohl beispiellosen Makulierungsaktion waren Beanstandungen der Witwe des Künstlers, Gertrud Heartfield, und des Herausgebers, mit denen die für den Band vorgesehene Auswahl der originalen Fotomontagen in Klebetechnik aus dem Nachlass des Künstlers abgestimmt worden war: Die von dem Leipziger Fotografen Wolfgang G. Schröter gefertigten Farbaufnahmen der Fotomontagen wurden nämlich im Verlag dergestalt retuschiert, dass der Werkstattcharakter der geklebten Fotomontagen bei den gedruckten Tafeln vollständig verloren gegangen war. Auch wurden die Tafeln ausschließlich in schwarz/weiß-Technik gedruckt, obwohl mit dem Verlag ein Anteil von Farbtafeln vereinbart worden war.
Ein ursprünglich wohl beabsichtigter, korrigierter Neudruck des Titels kam nicht mehr zustande. Lediglich Rohbögen für Korrekturzwecke mit der Bogensignatur „1023“ blieben erhalten – hier sind bislang die Exemplare des Herausgebers Roland März und von Gertrud Heartfield (mit Randglossen) bekannt –, und es wurden verlagsseitig Einzelstücke als Belegexemplare mit dem für diese Ausgabe vorgesehenen orangefarbenen, mit einem diagonalen Buchstabenrapport „H-H-H-…“, der Initiale des Künstlers, bedruckten Musterpapier aufgebunden. Die Reste des Musterpapiers fanden noch bei ganz kleinen Binderaten von 3 anderen Titeln der Reihe Verwendung, allerdings kopfstehend aus Respekt vor dem Künstler. Die Bandnummer wurde dann erst 1982 mit Isaac Bashevis Singers Der Spinoza von der Marktstraße endgültig neu belegt.

### Nach Fertigstellung abgeändert erschienene Leipziger IB
- Thomas Mann: Deutsche Hörer! (IB 900)

Erst nach Ausdruck der gesamten, 1970 erschienenen 1. Auflage von IB 900, Thomas Mann: Deutsche Hörer! Fünfundfünfzig Radiosendungen nach Deutschland, wurde festgestellt, dass das Titelblatt irrtümlich mit der Angabe „Fünfundzwanzig“ gesetzt worden war, obwohl der Band 55 Radiosendungen enthielt. Der Fehler mag sich aufgrund der ebenfalls mit „25 Radiosendungen“ im Stockholmer Exilverlag Bermann Fischer erschienenen Ausgabe von 1942 eingeschlichen haben. Um zumindest eine kleine Auslieferungsrate mit korrektem Titelblatt vorweisen zu können, wurde vom Verlag 1971 eine korrigierte Fassung desselben gedruckt und manuell (Einklebung) gegen das unrichtige ausgetauscht. Diese Ausstattungsvariante soll um zwei Dutzend Exemplare groß sein.
- L. F. G. von Goeckingk: Briefe eines Reisenden an Herrn Drost von LB (IB 656/2)

Auch hier war die Gesamtauflage des Bandes 1980 bereits drucktechnisch fertiggestellt und befand sich in der Buchbinderei, als sich ergab, dass die ursprünglich Johann Karl Wezel zugeschriebenen Briefe definitiv nicht von ihm, sondern von Leopold Friedrich Günther von Goeckingk stammten. Im Ergebnis dessen mussten das Titelschild, das Titelblatt – nun mit Jahreszahl 1981 – und auch das Nachwort entsprechend angepasst werden, was entsprechende Neudrucke erforderlich machte. Da die unrichtigen Titelschilder bereits auf die Musterpapiereinbände geklebt worden waren, wurden diese mit den neuen Titelschildern überklebt – eine Praxis, die schon in der Vergangenheit bei Einzelexemplaren und ganzen Teilauflagen zur Materialersparnis im Verlag zum Zuge gekommen war. Es sollen in der beauftragten Buchbindere etwa 20 Exemplare in der alten Fassung und Ausstattung vor der Umarbeitung bewahrt worden sein.

### Ladenpreise im DDR-Buchhandel
| Bandtyp            | Konstanter Ladenpreis | Herstellungs- kosten 1978 | Herstellungs- kosten 1982 | Herstellungs- kosten 1985 |
| ------------------ | --------------------- | ------------------------- | ------------------------- | ------------------------- |
| Textband           | 1,25                  | 2,10                      | 2,60                      | 3,20                      |
| Doppelter Textband | 2,50                  | 3,-                       | 3,70                      | 4,20                      |
| Bildband           | 1,25                  | 3,90                      | 4,75                      | 5,45                      |

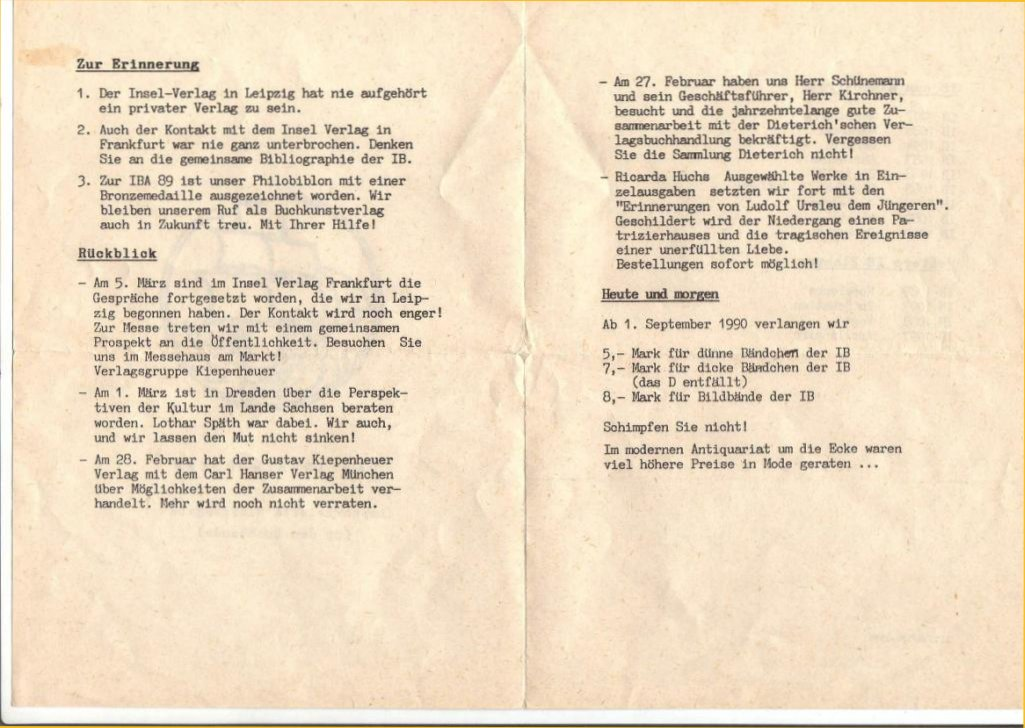
DAS INSEL-SCHIFF, improvisierte Mini-Ausgabe für den Buchhandel (Insel Verlag Leipzig 1990, S. 2 und 3)

Der Verkaufspreis der DDR-Bände betrug nur 1,25 Mark und dann später auch 2,50 Mark für Titel größeren Umfangs (sog. Doppelbände), die erstmals im Verlagsverzeichnis für 1962 mit „2,50 DM“ aufgeführt sind. Deshalb erfreute sich die Insel-Bücherei in der DDR eines regen Absatzes und war trotz Erstauflagen von in der Regel 10–20 000 Textbänden und 20–30 000 Bildbänden stets rasch vergriffen. Die Kehrseite des niedrigen Preises, der noch aus der Zeit des Zweiten Weltkrieges herrührte und an dem in der DDR aufgrund der staatlichen Preisbindung trotz begründeter Änderungswünsche des Verlages gegenüber dem zuständigen Amt für Preise festgehalten wurde, war ein programmierter Verlust des Verlages bei fast jeder Ausgabe der Insel-Bücherei.
Allenfalls bei den auf dem Rückenschild mit einem „D“ gekennzeichneten Doppelbänden konnten bis 1978 wenigstens die Gestehungskosten erlöst werden. Für alle übrigen Insel-Bände wurden die Gewinne aus den Verkäufen der sonstigen Buchausgaben des Verlags als Subvention herangezogen. Dabei mussten pro Bildband zwischen 1,95 Mark (1978) und 4,20 Mark (1985) sowie für einen einfachen Textband 0,85 Mark (1978) und 2,65 Mark (1985) aufgewandt werden. Selbst der Doppelband kostete nach der 2. Industriepreisreform in der DDR 1985 in der Herstellung 4,75 Mark, also fast doppelt so viel wie sein Ladenpreis.
Erst in der Endphase der DDR, vor Beginn der Leipziger Frühjahrsmesse im März 1990, kündigte das Leipziger Verlagshaus eine Anpassung der Bandpreise an. Danach sollten ab 1. September 1990 einfache Bände 5,-, dicke Bände (Doppelbände) 7,- und Bildbände 8,- Mark auch unter Hinweis auf die im modernen Antiquariat des DDR-Buchhandels bereits geforderten Preise kosten, die über dem ursprünglichen Ladenpreis lagen. Aufgrund der Politik der Wiedervereinigung, die die am 18. März 1990 gewählte DDR-Regierung verkündete, kam die geänderte Preispolitik nicht mehr zum Tragen. Die noch ausstehenden Bände des Leipziger Programms von 1990 wurden dann zu den beim Insel Verlag Frankfurt/Main für die Insel-Bücherei gängigen Preisen vertrieben.
1975, ab IB 1002/1 (Ibsen: Die Wildente), wurde der Ladenpreis als „EVP“ in „M“ ins Impressum aufgenommen. Die Preisangabe wurde kurz danach mit IB 1007/1 (Kunert: Kinobesuch) um den Hinweis „DDR“ ergänzt, da der im Buch eingedruckte Preis beim Verkauf außerhalb der DDR nicht galt; teilweise wurde die Angabe „EVP“ auch weggelassen. Die Preisangabe wurde 1984, beginnend mit IB 1060 (Rubens: Zeichnungen), auf einen rein numerischen Eindruck „00125“ oder „00250“ für Doppelbände, also ohne Landes- und Währungsangabe, entsprechend der allgemein im DDR-Buchhandel eingeführten Praxis reduziert. Diese dauerte bei der Insel-Bücherei nur bis 1988; erstmals wies IB 1082 (Rühmkorf: Kleine Fleckenkunde) keinen Preiseindruck mehr auf.

### Export der Reihe

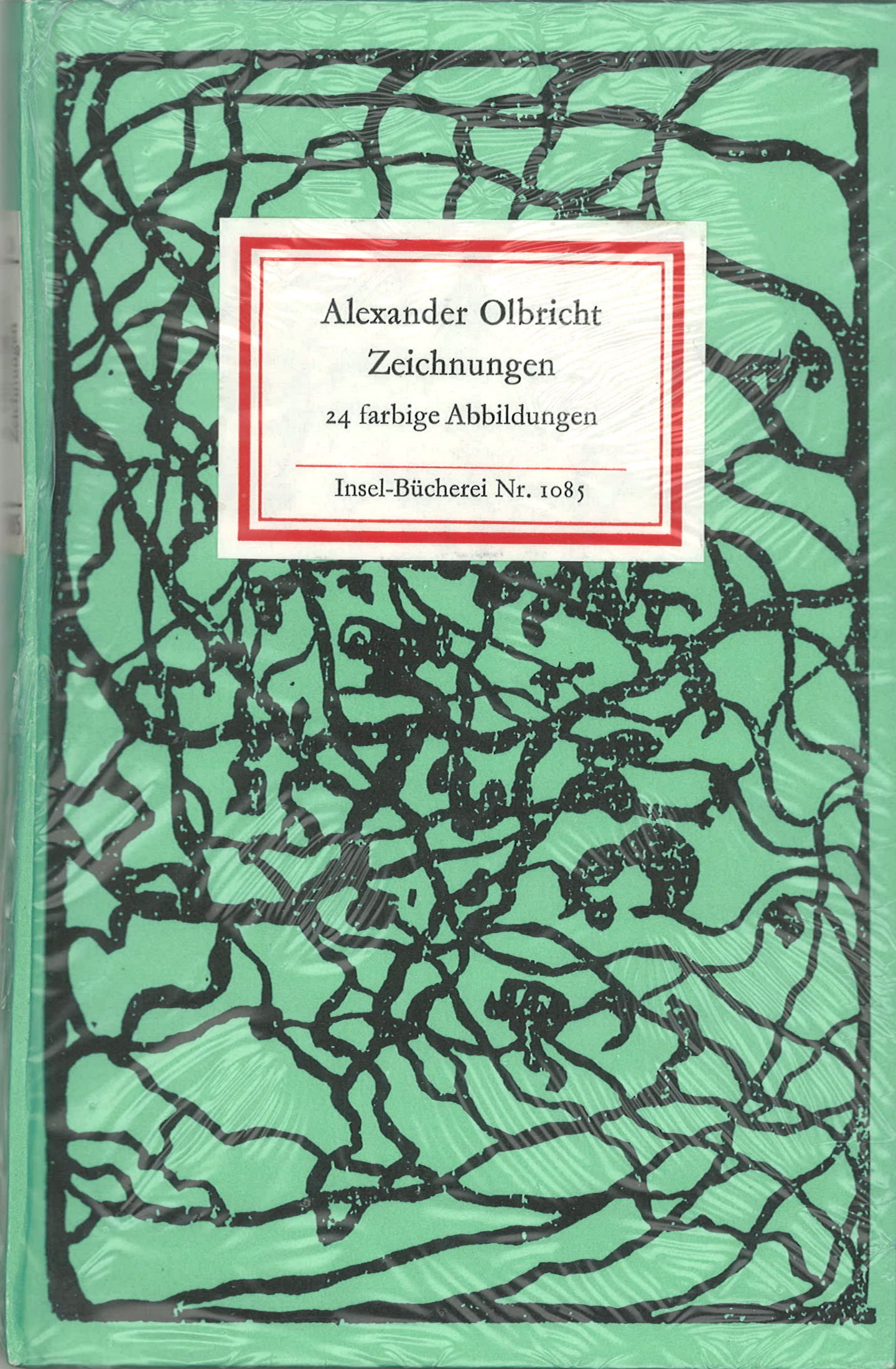
IB 1089, Alexander Olbricht: Zeichnungen, eingeschweißt für den Buchexport

Die Reihe wurde in viele Mitgliedsstaaten des Rates für gegenseitige Wirtschaftshilfe zu DDR-Inlandspreisen geliefert. Aufgrund der Sprachbarriere waren die Stückzahlen aber nur gering. Zusätzlich wurde die IB über die Kultur- und Informationszentren der DDR im Ausland vertrieben, dessen erstes 1956 in Prag eröffnet wurde, gefolgt von Warschau 1957 und weiteren Ostblock-Hauptstädten. Diese Bände wurden zum größten Teil von DDR-Touristen, Dienstreisenden aus der DDR oder DDR-Auslandsstudenten erworben, wodurch sie letztendlich wieder in die DDR zurückgelangten. Häufig tragen sie eingestempelte Preisangaben in der jeweiligen Fremdwährung.
Eine nennenswerte Ausfuhr in das so genannte nichtsozialistischen Währungsgebietes (NSW) zur Devisenerwirtschaftung gab es nur in die Bundesrepublik, um dort die Sammler der Reihe und andere Literaturinteressierte zu bedienen. Diese exportierten Insel-Bücher waren deutlich teurer als in der DDR. Dies schlug sich auch in 2 Varianten der Jahres- und Halbjahresprogramme des Insel Verlags nieder: Während die für den heimischen Markt bestimmten Broschüren die seit 1945 unveränderten IB–Preise enthielten, wiesen die nicht selten auf deutlich besserem Papier gedruckten Auslandsausgaben, die regelmäßig den Eindruck „Deutsche Demokratische Republik“ trugen, die Exportpreise aus. So war in diesen bereits 1964 für IB angegeben: „Textbände DM 3.-, einfarbige Bild- und Notenbände DM 3.80, mehrfarbige Bild- und Doppelbände DM 4.50“, also genauso den Frankfurter Ausgaben entsprechende Preise. Diese Preisangaben finden sich mitunter in den Leipziger Verlagsverzeichnissen noch bis in die 1980er Jahre, obwohl die bundesdeutschen Preise inzwischen schon merklich gestiegen waren.
In den 1980er Jahren erhielten die Exporttitel teilweise eine Folienverschweißung, um die empfindlichen Bändchen vor Transportschäden zu schützen. Diese Ausgaben waren auch noch einige Zeit nach der Wiedervereinigung in Buchläden auf dem Gebiet der alten Bundesrepublik zu finden.

## Wiesbaden/Frankfurter Verlagshaus von 1945 bis 1990

### Gründung der Zweigstelle Wiesbaden
Noch im April 1945 gründete Anton Kippenberg in Wiesbaden eine Zweigstelle des Insel-Verlages, in der auch die Insel-Bücherei wieder eine dominierende Rolle spielen sollte. Die Verlagslizenz mit der Nummer 13, die sich im Impressum der damaligen Verlagsproduktion findet, erhielt Friedrich Michael am 12. September 1945 von den amerikanischen Besatzungstruppen. Obwohl die Wiesbadener Zweigstelle bei der Ausstattung der Bändchen zunächst Abstriche machen musste – bis 1950 gab es nur Broschuren –, konnten bereits 1946 mit Jacob Burckhardt:  Briefe (IB 331/2) und 1947 mit Molière: Tartuffe (IB 76/2) zwei Neuerscheinungen an den Buchhandel ausgeliefert werden. 1948 gab es allerdings wie in Leipzig nur Nachdrucke älterer Titel. Nach dem Tod Kippenbergs 1950 wurde sein langjähriger Mitarbeiter Gotthard de Beauclair zunächst Künstlerischer Leiter, dann Verlagsleiter des Hauses (1951–1962). Der Verlagssitz wurde am 5. Oktober 1960 nach Frankfurt am Main verlegt. Bereits am 30. April desselben Jahres hatten die Gesellschafter die handelsrechtliche Verselbständigung des westdeutschen Verlagshauses beschlossen, wodurch nun der Leipziger Teil eine „Zweigstelle“ Wiesbadens und dann Frankfurts geworden war.

### Ausgabeschwerpunkte
In der Bundesrepublik fühlte sich der Insel Verlag in den 1950er und 1960er Jahren einerseits den im nationalsozialistischen Deutschland verfemten Künstlern und Schriftstellern, hier insbesondere auch denen des deutschen Expressionismus, wie Ernst Stadler: Der Aufbruch (IB 783), Ernst Ludwig Kirchner: Im Tanzcafé (IB 770), Franz Marc: Tierstudien (IB 567/1) oder den Maler(n) der Brücke. Farbige Kartengrüße von Erich Heckel, Ernst Ludwig Kirchner, Max Pechstein, Karl Schmidt-Rottluff an Rosa Schapire (IB 678/1), und andererseits modernen Autoren aus Westeuropa und Amerika verbunden.
So konnten nun in der Insel-Bücherei auch Werke von Oskar Loerke (IB 733: Das alte Wagnis des Gedichts), Sigmund Freud (IB 817: Der Moses des Michelangelo), Franz Kafka (IB 662/1: Die Verwandlung), Carl Einstein (IB 801: Bebuquin) oder Karl Kraus (IB 688/1: Die Sprache) erscheinen. Thomas Mann (IB 637/1: Die Meerfahrt; IB 815: Pariser Rechenschaft) und Stefan Zweig (IB 165/2: Sternstunden; IB 349/1: Die Augen des ewigen Bruders) wurden erneut ins Reihenprogramm genommen.
In der Verlagszeitschrift Inselschiff 1/1966 kündigte der Verlag für 1966 als IB 883 sogar einen Titel Karl Marx: Über Zeitgenossen an, der von Claus Behnke herausgegeben werden sollte. An seiner Stelle erschienen jedoch erst 1968 Artmanns Übertragungen von Gedichten François Villons in Wiener Mundart Baladn.
Zu den zeitgenössischen Vertretern deutschsprachiger Lyrik oder Prosa gehörten u. a. Heinrich Böll (IB 647/1: Im Tal der donnernden Hufe; IB 768: Als der Krieg ausbrach), Peter Gan (Richard Moering) (IB 628/1: Preis der Dinge), Robert Minder (IB 771: Kultur und Literatur in Deutschland und Frankreich), Rudolf Hagelstange (IB 687/1: Ballade vom verschütteten Leben), Ina Seidel (IB 668/1: Gedichte), Gertrud von le Fort (IB 615/1: Die Consolata; 657/1: Plus ultra), Reinhold Schneider (IB 741: Las Casas vor Karl V.), Günter Eich (IB 667/1: Allah hat hundert Namen) oder Arno Schmidt (IB 818: Die Umsiedler). Mit Gedichtübertragungen von Shakespeare (IB 898: Einundzwanzig Sonette) und Jules Supervielle (IB 932: Gedichte) war auch der aus der Bukowina stammende Paul Celan in die Reihe aufgenommen worden.
Erstaunlicherweise kam auch Ernst Bertram, dem 1946 wegen seiner Haltung in der Zeit des Nationalsozialismus die Lehrbefugnis entzogen worden war, wieder zu Wort mit IB 154/2: Gedichte und Sprüche und mit mehreren Titeln als Herausgeber (z. B. IB 235/D: Lenau, IB 579/1: Jean Paul).
Mit der von 1908/09 stammenden Komposition Fünfzehn Gedichte aus „Das Buch der hängenden Gärten“ von Stefan George war dann sogar ein Vertreter der Zwölftonmusik, Arnold Schönberg (IB 683/1), in der Insel-Bücherei vertreten, in der dem Reihencharakter entsprechend Notenliteratur nur sehr selten ediert wurde.
Unter den fremdsprachigen Autoren können beispielhaft angeführt werden: Virginia Woolf (IB 714: Die Dame im Spiegel), Lewis Carroll (IB 896: Alice im Wunderland; IB 934: Die Jagd nach dem Schnark), Paul Valéry (IB 642/1: Die Krise des Geistes; IB 808: Die junge Parze), Jorge Luis Borges (IB 822: Der Zahir und andere Erzählungen) oder die Literatur-Nobelpreisträger Tibor Déry (IB 677/1: Der Riese), Miguel Asturias (IB 704: Legenden aus Guatemala), T. S. Eliot (IB 661/1: Das wüste Land) und Albert Camus (IB 686/1: Jonas oder der Künstler bei der Arbeit).
Laufende Neuauflagen erlebten ältere Erfolgstitel. Dazu gehören z. B. Gedichte von Rainer Maria Rilke (IB 400 und 480), Der Opfergang von Rudolf G. Binding (IB 23), Das Marionettentheater von Heinrich von Kleist (IB 481) oder Von dem Fischer un syner Fru, ein Märchen nach Runge mit Bildern von Marcus Behmer (IB 315), das später mit einer Nacherzählung von Uwe Johnson ergänzt wurde.

### Übernahme und Ausgliederung von Titeln
Ursprünglich nicht für die IB vorgesehene Insel-Verlagsausgaben, weil diese von der Ausstattung oder dem Umfang her für den gebundenen Ladenpreis zunächst zu teuer waren (IB 1027/2 – Deutsche Weihnachtslieder mit Noten und Bildern [1981 in der IB; bereits 1937 außerhalb der Reihe erschienen]) wurden mit Folgeauflagen zur längerfristigen Einordnung in die Reihe übernommen, nachdem die Kalkulation der bis 2001 auf 24 DM angestiegenen Verkaufspreise der Bändchen dies zuließ.
Die Reihenübernahme traf daneben zur Absatzbelebung auch auf unverkaufte Restbestände von Titeln zu, die aus verlegerischen Erwägungen zunächst nicht in der Insel-Bücherei erscheinen sollten (IB 292/2 – Christopher Marlowe: Die tragische Historie vom Doktor Faustus [1953 in der IB; bereits 1949 außerhalb der Reihe]). Ebenso wurden mitunter Restbestände von Teilauflagen ursprünglicher Reihentitel, die zeitweise außerhalb der Reihe in einer einfacheren Ausstattung erschienen waren, mit den typischen Reihenmerkmalen – Pappband mit Titel- und Rückenschild – aufgebunden.
Umgekehrt kam es im Zuge der Absatzschwierigkeiten der Reihe in den 1970er und 1980er Jahren zur entgegengesetzten Tendenz, d. h. einer Ausgliederung vieler Titel der Reihe, die dann als broschiertes Insel-Taschenbuch (it) – häufig in erweitertem Umfang und mit einem günstigeren Ladenpreis – weiter erschienen, wie IB 891 – Irische Elfenmärchen (1966 in der IB, ab 1987: it 988) oder IB 1077/2 – Eliza Orzeszkowa: Blumenhochzeit (1977 in der IB, ab 2000: it 2397).

### Ladenpreise
Beim Reihenbeginn 1912 kostete ein Insel-Buch 0,50 Mark. Zum Ende des Zweiten Weltkriegs 1945 hatte sich der Bandpreis mit 1,25 RM etwas mehr als verdoppelt, war also relativ konstant geblieben. Die für das Leipziger Verlagshaus unter planwirtschaftlichen Maximen gegebene Preiskonstanz konnte unter marktwirtschaftlichen Bedingungen in der Bundesrepublik beim Wiesbaden/Frankfurter Verlagshaus naturgemäß keine Parallele finden. Nachdem die vorgenannten ersten Nachkriegsneuheiten (IB 331/2 und 76/2) ab der Währungsreform 1948 und auch die nächste, 1949 erschienene Novität, IB 218/2, Molière: Menschenfeind, als kartonierte Broschurbindungen bis 1950 nur 1,- DM kosteten, stiegen die Bandpreise danach kontinuierlich an. Dies lässt sich fast lückenlos bis zur Gegenwart anhand der vom Insel Verlag erstellten Werbematerialien und Gesamtverzeichnisse ablesen. Vor allem in letzteren wurden die angekündigten Neuheiten mit ihrem Ladenpreis aufgeführt, wohingegen die Bücher selbst zu keiner Zeit einen Preisvermerk trugen, sieht man einmal von den in jüngerer Zeit verlagsseitig auf die Bandrückseite geklebten, abziehbaren Preiszettelchen mit Barcode und den zu Werbezwecken auf den Vorderdeckeln der preisreduzierten Sonderauflagen angebrachten Preisaufklebern ab.
Die Broschuren kosteten schon 1951 1,20 DM. Die ersten Nachkriegspappbände im Folgejahr einheitlich 2,- DM. Zu Weihnachten 1954 wurden Bände mit Farbtafeln für 3,- DM und ab 1955 Titel mit schwarz-weiß Tafeln für 2,50 DM angeboten. Die weitere Preisanhebung verlief entsprechend der allgemeinen Preisentwicklung in den Wirtschaftswunderjahren der 1950er und 1960er Jahre noch recht moderat. Danach erfuhr sie eine spürbare Beschleunigung. Deutlich nivelliert wurden in diesem Zuge aber die Unterschiede bei der Preisgestaltung im Hinblick auf die Ausstattung der Bändchen. Wurde abweichend von der bis 1945 einheitlichen Preisfestlegung für alle Reihenbände der Verkaufspreis in der Bundesrepublik ab 1955 daran festgemacht, ob es sich um einen bloßen Textband, einen solchen mit Illustrationen, einen Bildband oder gar einen farbigen Bildband handelte, wurde diese Unterscheidung seit Mitte der 1960er Jahre nicht mehr gemacht, zumal der klassische Bildband weitestgehend verschwunden war. Entsprechend der fortgeschrittenen Drucktechnik wurden nun auch farbige Illustrationen direkt in den Text gesetzt. Es kam nunmehr vor allem auf den Bandumfang an, was zu Preisspannen bei gleicher Ausstattung führte. So kosteten 1966 die neuen Textbände Gedichte des Archipoeta (IB 887) und Edwin Fischers Klaviersonaten (IB 857) ebenso 4,50 DM wie die 24 farbige Tafeln enthaltende Maya-Handschrift (IB 462/2). Dagegen waren Brechts Liebesgedichte (IB 852) und Diderots Mystifikationen mit Picasso-Zeichnungen (IB 885) für nur 3,- DM zu haben.
Geht man von den ersten Pappbänden 1952 mit 2,- DM aus, hatte sich der Ladenpreis bis 1971 vervierfacht. Zur Wiedervereinigung 1990 lag er bei 18,- DM, um bis zur Euro-Einführung 2002 die Marke von 24,80 DM zu passieren, was umgerechnet rund 12,80 € entsprach. Bis zum Reihenjubiläum 2012 waren 13,95 € erreicht, was einem in jenem Jahrzehnt recht moderaten Preiswachstum von knapp 10 % entsprach. 2013 kosteten die teuersten Bändchen allerdings schon rund 15 €, der Ladenpreis ist dann erst im Jahrgang 2024 für einzelne Titel auf 16 € gestiegen. Die Lederausgaben, die von 1992 bis 2017 wieder grundsätzlich jährlich erschienen waren, hatten sich dagegen von umgerechnet 50,10 € (98 DM) auf 78 € (153 DM) im Jahr 2013 – so zuletzt auch 2017 – merklich verteuert. Zur Entwicklung der Ladenpreise der Insel-Bücherei im Einzelnen vergleiche die unten angegebene Tabelle. Insgesamt haben sich die Preise der Insel-Bücherei seit 1952 verfünfzehnfacht, wenngleich dabei unbedingt berücksichtigt werden muss, dass die Ausstattung der Reihenbände ein völlig neues Niveau erklommen hat. Trotz insgesamt gestiegener Einkommen dürften die aktuellen Ladenpreise der Einschätzung des Essayisten Josef Hofmillers nach dem Erscheinen der ersten 50 Bände, wonach er sich die Liebhaber der Reihe u. a. denkt als „junge Leute, deren Börse kleiner ist, als ihr Hunger nach geistiger Kost“, nicht mehr so ganz gerecht werden. Gleichwohl haben sie, soweit ersichtlich, der in jüngster Zeit wieder deutlich gestiegenen Nachfrage nach den Reihenbändchen bislang keinen Abbruch getan.

## Insel-Bücherei nach der Deutschen Wiedervereinigung bis zum 100-jährigen Jubiläum 2012

### Allgemeines zur Reihenentwicklung ab Wiedervereinigung (1990)

#### Bände im Normalformat
Zwar waren in der alten Bundesrepublik aufgrund der veränderten Situation auf dem Buchmarkt ab den 1960er Jahren Auflagenzahlen und Editionsumfang reduziert worden, wohingegen in der DDR die Breite des Reihenprogramms gehalten und hohe Auflagen erzielt wurden. Gleichwohl stellte die „Insel-Bücherei“ eine der Brücken über die im Ergebnis der deutschen Nachkriegsentwicklung entstandenen kulturpolitischen Differenzen zwischen beiden deutschen Staaten bis 1990 dar, die den Gedanken an eine letztlich gemeinsame Literatur und ein gemeinsames Verlagswesen in Deutschland während seiner Teilung wachhielten. Im Ergebnis der deutschen Wiedervereinigung konnte 1991 auch die Insel-Bücherei wieder als einheitliche Reihe des nunmehr wiedervereinigten Insel Verlags Frankfurt am Main/Leipzig erscheinen und seitdem einen neuen Aufschwung nehmen. Sie wartet mit etwa zwölf neuen Titeln im Normalformat jährlich auf, jeweils sechs im Frühjahr und im Herbst, zum Preis von etwa 14 Euro (Stand 2017). Dabei bilden die Pflege kleinerer aktueller Werke und die traditionelle Herausgabe von ausgewählten Titeln aus den Werken von Johann Wolfgang von Goethe und Rainer Maria Rilke sowie zunehmend auch die thematische Vereinigung von Bild- und Textmaterial zu sogenannten Geschenkbüchern die editorischen Schwerpunkte. Wegen der Schließung der Leipziger Dependance und des Umzugs des Insel Verlags von Frankfurt/Main nach Berlin ist dieser Verlagsort seit 2010 im Impressum der Insel-Bücher aufgeführt.

#### Bände im Groß- und Kleinformat
Beginnend mit dem Jubiläumsprogramm „100 Jahre Insel-Bücherei“ 2012 sind zur Reihe auch Bände im Großformat gekommen, die 16 oder 18 € kosten. Ihre separate Nummerierung, die mit der Nummer 2001 beginnt, ist aber ausschließlich im Bandinneren zu finden. 2013 folgte dann auch das 8 € teure Kleinformat mit der Startnummer 2501.

#### Preisreduzierte Sonderausgaben erfolgreicher Titel
Ebenso erscheinen ab 2012 so genannte Sonderausgaben von sehr erfolgreichen Reihentiteln zum Preis von 8 oder 10 €, bei denen die Bände lediglich einen neu gestalteten Einband und ohne inhaltliche Veränderung zunächst eine neue Bandnummer erhielten. Nicht zuletzt auch aufgrund kritischer Stimmen aus der Sammlerschaft wurde vom Verlag ab 2014 für die Sonderausgaben-Bände wieder auf ihre ursprünglichen Nummern zurückgegriffen, die jedoch nun – wie bei den beiden Sonderformaten – nur im Bandinneren angegeben ist; die Titelschilder tragen lediglich die Bezeichnung „Insel-Bücherei“ ohne Angabe der Bandnummer. Sammler der Reihe können damit auch ohne diese Bände und die beiden Sonderformate auf eine numerisch vollständige Reihe zurückgreifen. In dieser Rubrik erscheinen seit einiger Zeit auch Bände im Standardformat, die ursprünglich im Großformat aufgelegt wurden. Diese lassen sich damit in die traditionelle Normalreihe einreihen, allerdings ohne Rückennummer.

#### Merchandisingprodukte
Vom Verlag wurden zur Popularisierung der Reihe verschiedene Produkte entwickelt, die mehr oder weniger im Design der Insel-Bücherei gestaltet sind. Dazu gehören Jahreskalender, Notizbücher, Zusammenstellungen von Stiften, Buntpapiere, Stofftaschen und Papierbeutel mit Motiven der jeweiligen Jahresproduktion.

### Reihenprogramm von 1990 bis zum Reihenjubiläum 2012
- Zeit der Wiedervereinigung

Anfang der 1990er Jahre wurden neben dem Frankfurter Programm auch noch einige der in der Leipziger Niederlassung vorbereiteten Bände fertiggestellt. Dies ist an der Autoren- oder Herausgeberschaft und Gestaltung ablesbar. So erschienen 1991 noch Zeichnungen des Malers Robert Sterl (IB 1095), als zunächst letzter klassischer Bildband der Reihe, sieht man einmal von zwei 1995 und 1996 edierten Nachzüglern ab: IB 1152, „Der Naumburger Dom“, eine veränderte Neuauflage von IB 505, und IB 1166, „Abstraktes Bild 825–11“ von Gerhard Richter, herausgegeben von Hans Ulrich Obrist. Im Frankfurter Verlagshaus hatte diese Ausstattungsvariante nämlich bereits 1988 mit dem von Reinhold Hohl herausgegebenen IB 1104, „Oskar Schlemmer, die Fensterbilder“, grundsätzlich ihr Ende gefunden. Vor IB 1095 war ebenfalls noch als schwarz-weiß Bildband der von Manfred Lemmer herausgegebene „Heidelberger Totentanz von 1485“ (IB 1092) erschienen. Schließlich ist noch als ein in Leipzig geplanter Titel der Lyrikband „Fäden ins Nichts gespannt“ mit deutschsprachiger Dichtung aus der Bukowina (IB 1097), 1991 herausgegeben von dem Leipziger Literaturwissenschaftler Klaus Werner, zu nennen.
- 1990er Jahre

Ab 1992 folgte die Reihe dann weitestgehend den Editionsschwerpunkten des Frankfurter Verlagsprogramms. In dessen Zentrum standen von jeher Goethe und Rilke, denen im Jahresprogramm in den folgenden zwei Dezenien fast immer ein oder mehrere Bände gewidmet waren. 1994 stellte der Verlag in einer vierbändigen, illustrierten Ausgabe im Schmuckschuber (IB 1144–1147) eine Auswahl aus Goethes lyrischem Werk vor. Mehrere Titel brachten Arbeiten kürzeren Umfangs in neuer Ausstattung („Die Tafeln zur Farbenlehre und deren Erklärung“ [IB 1140], „Die neue Melusine“ [IB 1198] oder „Skizze zu einer Schilderung Winckelmanns“, IB 1149). Mit einzelnen biografischen Ereignissen in Goethes Leben setzten sich Dagmar von Gersdorff („Goethes erste große Liebe Lili Schönemann“ [IB 1229], „Goethes späte Liebe“ [IB 1265]) und Wolfgang Frühwald („Goethes Hochzeit“, IB 1294) auseinander. Schließlich steuerte der Insel-Verleger Siegfrid Unseld selbst den Erfolgstitel „Goethe und der Ginkgo“ (IB 1188) zu diesem Themenkreis bei, der durch die Bändchen „Die Geschichte der Herzogin Anna Amalia Bibliothek“ (IB 1293) und „Das Weimarer Residenzschloß“ (IB 1324) ergänzt wird. Auch bei Rilke gab es Wiederentdeckungen von kleineren Einzelwerken („Die weiße Fürstin“ [IB 1182], „Worpswede“ [IB 1208]) sowie mehrere Auswahlen von Gedichten („In einem fremden Park“ [IB 1129] oder „Wie soll ich meine Seele halten“ [IB 1150]) und Briefen („Über Gott“ [IB 1160], „Weihnachtsbriefe an die Mutter“ [IB 1153]). Ute Voß untersuchte Rilkes besonderes Verhältnis zu dem Maler Balthus („Der Katzenkönig der Kinder“, IB 1305). Und auch die legendäre Nummer 1 erreichte von 1991 bis 2006 weitere 6 Auflagen.
Dem Charakter der Reihe entsprechend, die der deutschen Lyrik stets einen gehörigen Raum gegeben hatte, kamen neben den Klassikern weiterhin Dichter zu Wort, die aus beiden Teilen des wiedervereinigten Deutschlands stammten. Für die alte Bundesrepublik stehen hier beispielhaft Karl Krolow („Die Handvoll Sand“, IB 1223), Peter Rühmkorf („Aufwachen und Wiederfinden“, IB 1288) oder Hans Magnus Enzensberger („Natürliche Gedichte“, IB 1257) bzw. für das ehemalige Gebiet der DDR die aus Dresden stammenden Thomas Rosenlöcher („Am Wegrand steht Apollo“, IB 1224) und Uwe Tellkamp („Reise zur blauen Stadt“, IB 1323) sowie der noch 1988 aus der DDR ausgereiste Uwe Kolbe („Diese Frau“, IB 1297). Von den deutschen Erzählern der Gegenwart kamen unter anderen Martin Walser mit zwei Titeln „Umgang mit Hölderlin“ (IB 1176) und „Der edle Hecker“ (IB 1197), Hermann Lenz mit „Hotel Memoria“ (IB 111) oder Robert Gernhardt mit „Achterbahn“ (IB 1116) zu Wort. Auch ausländische Dichter aus Gegenwart und Vergangenheit bereicherten die Reihe. Aus fernöstlicher Poesie gab es von Tao Yüan-ming („Pfirsischblütenquell“, IB 1091) und die Sammlung „Bambusregen. Haiku und Holzschnitte“ (IB 1124). Die europäische Dichtkunst war u. a. durch Ted Hughes („Prometheus auf seinem Felsen“, IB 1230), Michelangelo Buonarroti („Zweiundvierzig Sonette“, IB 1235), Adam Mickiewicz („Dich anschaun“, IB 1192) oder Puschkin („Der eherne Reiter“, IB 1195) vertreten.
Schon im Leipziger Verlagshaus waren von dem Schweizer Autor Robert Walser 1983 „Fritz Kocher’s Aufsätze“ (IB 1057) nach der Erstauflage von 1904 im Insel Verlag aufgelegt worden. Mit anderem Nachwort erschienen diese Erzählungen noch einmal (IB 1118), gefolgt von drei weiteren Werken Walsers, worunter „Der Spaziergang“ (IB 1106), zu dem der Verlag 1989 einen Illustrationswettbewerb ausgeschrieben hatte, und „Märchenspiele“ (IB 1191) zu finden waren. Die erstmals vor dem Zweiten Weltkrieg erfolgte Ausgabe von Titeln mit Briefen und Dokumenten der zwei Komponisten Beethoven (IB 241, 346/2) und Schubert (IB 168/2) wurde mit IB 1134 bzw. IB 1167 wieder aufgenommen und um Bände für Johannes Brahms (IB 1171) sowie Richard Strauss (IB 1204) ergänzt.
Auch fremdsprachige Epiker wurden wie in der Vergangenheit in der IB vorgestellt. Hier können nur beispielhaft genannt werden: Samuel Beckett mit („Lang nach Chamfort“, IB 1246), James Joyce („Ulysses“, IB 1255), Oleg Jurjew („Zwanzig Facetten der russischen Natur“, IB 1307), Carlos Ruiz Zafón („Gaudí in Manhattan“, IB 1318).
Dominanter Künstler im Themenbereich „Bildende Kunst“, der auch nur beispielhaft angerissen werden kann, war nach 1990 Pablo Picasso, der schon davor mit IB-Bändchen beider Verlagshäuser bedacht worden war. Er war als Illustrator in der Reihe neu präsent u. a. mit IB 1102 (Picasso/Eluard: „Le visage de la paix. Das Antlitz des Friedens“), IB 1174 (Karl Krolow: „Gedichte, die von Liebe reden“) und IB 1245 (Picasso/Pindar: „Achte Pythische Ode“); fortgeführt wurde der von ihm illustrierte Titel Honoré de Balzacs: „Das unbekannte Meisterwerk“ (IB 1031/2) mit der 3. bis 5. Auflage (1992). Picassos Künstlerpersönlichkeit und Werk waren weitere Bändchen gewidmet, so „Das Antlitz der Muse. Ein Bild und seine Vor-Bilder“ (IB 1217), „Picasso geht spazieren“ (IB 1258) und „Dora Maar und Pablo Picasso“ (IB 1298). Der französische Maler Henri Matisse stand im Mittelpunkt zweier Titel – IB 1226 („Zauberfest des Lichts. Henri Matisse in Marokko“) und IB 1334 („Das Atelier im Grünen. Henri Matisse – Die Jahre in Issy“). Schließlich stellte die Reihe Marc Chagalls Text und Radierungen „Mein Leben“ (IB 1206) und das von Oskar Kokoschka 1907 geschriebene und gezeichnete Werk „Die träumenden Knaben“ (IB 1170) vor.
- IB ab der Jahrtausendwende

Um die Jahrtausendwende hielten dann auch verstärkt Geschenkbücher Einzug in das Verlagsprogramm. Thematisiert wurden zum Beispiel von Gisela Lindner das Auftreten und die Wirkung von Grundfarben in der Kunst („Blau, die himmliche Farbe“ [IB 1214], „Rot – Farbe der Liebe“ [IB 1248], „Grün – Farbe des Lebens“ [IB 1304]) und der „Rote Mohn“ (IB 1183), die Veränderung des Gartens im Laufe der Jahreszeiten von Johannes Roth („Gartenlust im Herbst“ [IB 1346], „Gartenlust im Frühling“ [IB 1353]) oder von Martina Hochheimer und Maria-Therese Tietmeyer die vielfältige Blumenflora (u. a. „Und die Blumen des Sommers“ [IB 1219] und „Blumensterne“ [IB 1311] bzw. „Weiße Blumen“ [IB 1317]).
- Jubiläumsjahr 2012

Das Jubiläumsjahr 2012 zeitigte zum großen Teil Neueinbindungen altbekannter Titel unter neuen Nummern (IB 1356–1365), präsentierte sich aber auch mit einem Gedichtband des Nobelpreisträgers Günter Grass („Lebenslang“, IB 1343), der sonst seine verlegerische Heimat im Steidl Verlag hatte, einer Neuauflage der 1974 im Aufbau-Verlag erschienenen Erzählung „Unter den Linden“ Christa Wolfs (IB 1355) und dem legendären Rilke-Titel „Die Weise von Liebe und Tod des Cornets Christoph Rilke“, nun aber als IB 1350 und erstmals illustriert mit Schabblättern von Karl-Georg Hirsch.

## Reihenprogramm ab 2013

### 2013
2013 boten runde Geburtstage Ausgabeanlässe: der 250. von Jean Paul (Des Feldpredigers Schmelzle Reise nach Flätz, IB 1375), die 200. von Georg Büchner (Ernst Büchner: Versuchter Selbstmord mit Stecknadeln, IB 1372) und Richard Wagner (Dietrich Mack: Wagners Frauen, IB 1373), der 100. von Meret Oppenheim (Warum ich meine Schuhe liebe, hrsg. von Christiane Meyer-Thoss, IB 1374) und der 60. von Ralf Rothmann (Sterne tief unten, IB 1382). Der Herbstband Pong redivivus von Lewitscharoff / Meckseper (IB 1383) kam zusätzlich auch in Leder. Neuentdeckungen waren der 1990 nach Chile zurückgekehrte Enkel des ehemaligen DDR-Staatsführers Erich Honecker, Roberto Yáñez (Frühlingsregen, IB 1384), der Comiczeichner Nicolas Mahler (Gedichte, IB 1385) und Cees Nooteboom (Venezianische Vignetten, IB 1386). Fortgesetzt wurde die preisreduzierte Sonderausgabenreihe, z. B. zu nur noch 8 € (u. a. Peter Bichsel: Dezembergeschichten, IB 1388). Das Kleinformat debütierte mit den Gedichtsammlungen Ermutigungen (IB 2501) und „Von drauss’ vom Walde“ (IB 2502); beim Großformat kamen u. a. Anna Achmatowa: Ich lebe aus dem Mond (IB 2003) und Tschechow: Die Dame mit dem Hündchen (IB 2005, Neuübersetzung: Barbara Conrad, Illustrationen: Hans Traxler). Den Liebhabern der Reihe wurde in der abschließenden 32. Folge ein weiteres Mitteilungsheft zu verschiedenen Themen ihres Sammelgebiets vorgelegt.

### 2014
Es gab zwölf Normalformate. Mit IB 1395 von Albert Ostermaier, Flügelwechsel. Fussball-Oden, mit Bildern von Florian Süssmayr und einem Vorwort von Oliver Kahn wurde der Fußballweltmeisterschaft in Brasilien Reverenz erwiesen. Erstmals gab es mit Robert Walsers Familiendrama Der Teich (IB 1396) mit Illustrationen von Christian Thanhäuser eine zweisprachige Ausgabe „Deutsch-Schweizerdeutsch“. Weiter waren u. a. im Programm zu finden: Max Beckmann: Apokalypse, mit einem Nachwort der ehemaligen Bundesbildungsministerin Annette Schavan (IB 1397), Hans Magnus Enzensberger: Verschwunden, mit Zeichnungen von Jonathan Penca (IB 1398), literarische Bilder Unter Teufeln (IB 1392) mit Illustrationen von Jonathan Meese und Aristophanes Lysistrate (IB 1401 – bereits 1972 als Lysistrata unter IB 967) – die neue Übertragung von Ludwig Seeger stammt bereits von 1845 –, illustriert von Picasso. Zum 70. Geburtstag von Jon Baumhauer gab es die Bandnummer 1332 nun unter dem Titel Seismograph, eine kleine Biographie des Verlegers Kurt Wolff von Raimund Fellinger mit einem Vergleich der beiden Buchreihen Der Jüngste Tag und Insel-Bücherei vom Anfang des 20. Jahrhunderts aus verlegerischer Sicht. Mit einer weiteren Ausgabe von Wildes Gespenst von Canterville – bisher IB 390 mit Illustrationen von Hans Alexander Müller (1888–1962) – wurde Bd. 1381 belegt, neu von Aljoscha Blau illustriert. Das Großformat (4 Bände) brachte u. a. Dickens’ Weihnachtsabend, neu übersetzt von Eike Schönfeld und illustriert von Flix (IB 2010) und für Feinschmecker Das Marmeladenbuch von Véronique Witzigmann (IB 2008), während im Kleinformat (4 Bände) u. a. Gedichte und Gedanken der Trauer, Bereit zum Abschied sein (IB 2503), aufgelegt wurden.
Ein Novum ist bei den Sonderausgaben – wohl ein Versehen des Verlags – zu vermerken: Erhielten diese bei identischem Inhalt mit den Vorauflagen bisher lediglich neue Einbände, wurden bei Dickens: Die Silvesterglocken nun auch neue Illustrationen von Selda Marlin Soganci, die 2003 den Kinder- und Jugendbuchpreis der Stadt Wien erhalten hatte, beigegeben, so dass es sich um eine neue Variante, IB 89/D, handelt. Dies hätte eigentlich einer Ausstattung mit einer auch äußerlich sichtbaren und wohl neuen Bandnummer bedurft.

### 2015
Mörikes Mozart auf der Reise nach Prag (IB 1406; bis zum 250. Tausend: IB 230), wurde nun erstmals illustriert mit Aquarellen von Hans Baumhauer. Unter den nur vier Text-Novitäten haben sich u. a. Goethes Venedig (IB 1404) von Mathias Mayer, Hesses Wanderung (IB 1403) und Rilkes Bildbetrachtungen Im ersten Augenblick versammelt. Die Himmelsleiter (IB 1405) von Meyer-Tasch/Meyerhofer (2005: IB 1272) erschien erweitert im neuen Einband. Das Großformat hat sich mit Historischem präsentiert: Merians Insektenbuch (IB 2012) und Fabeln (IB 2013), zu denen Reinhard Michl farbenprächtige Illustrationen geliefert hat. Unter den beiden Kleinformaten sind buddhistische Weisheiten als Blauer Berg und Weiße Wolke (IIB 2506) zu finden. Mit Edmund Spensers Sonetten Die Lilienhand in der Übersetzung von Alexander Nitzberg (IB 1412) und Brechts erotischen Gedichten Als ich nachher von dir ging (IB 1408) setzt der Verlag einen Schwerpunkt in der Lyrik. Weiter ist erstmals in der Reihe Johann Heinrich Merck mit Literarische[n] Briefe[n] (IB 1409; auch als Lederband mit nur noch 500 numm. Exemplaren (2014: 650)) vertreten. IB 1413 Als es noch richtige Winter gab (Matthias Reiner (Hrsg.), Fotografien: Isolde Ohlbaum) liefert Winterimpressionen. Der schon lange überfällige Titel von Peter Handke Notizbuch Nr. 4 (IB 1367) wurde endlich ausgeliefert.
Beim Großformat gewährt das Lebkuchenbuch von Hans Hipp einen Einblick in die Kulturgeschichte und Rezepturen dieses Gebäcks (IB 2015). Weiter wurde Till Eulenspiegel (IB 2014) nun von Clemens J. Setz nacherzählt und von Philip Waechter illustriert. Dabei hatte ein Eulenspiegel–Band mit zeitgenössischen Holzschnitten unter dem Titel Ein kurzweilig Lesen vom Till Ulenspiegel, zusammengestellt von Christian Heinrich Kleukens, bis 1955 im Leipziger Verlagshaus schon einmal Furore gemacht und eine Auflage von 105.000 Exemplaren erreicht. Der dritte Großband Theaterleben (IB 2016), der mit 18 € das bisherige Preisniveau dieses Formats von 16 € verlässt, bringt Schauspielerporträts, u. a. von Lars Eidinger, Ulrich Matthes und Nina Hoss, mit Fotos von Margarita Broich, die dabei als Schauspielerin Insiderwissen einbringen kann, und Texten von Brigitte Landes. Schließlich wurde Der kleine Prinz (Ü: Peter Sloterdijk) von Antoine de Saint-Exupéry, dessen Schutzfrist Ende 2014 abgelaufen war, mit Illustrationen von Nicolas Mahler als IB 2017 vorgelegt.

### 2016
Der Verlag wartete mit 3 englischsprachigen Titeln auf: IB 1419, Mark Twain: The awful German language, IB 1411, Exupéry: „Little Prince“ – im Waschzetteltext zu IB 1411 wird auf die Inspiration zu dieser Ausgabe aus den Wechselbeziehungen zwischen IB und King Penguin Books verwiesen – und Dickens' Weihnachtserzählung A Christmas Carol, seit 2010 als Übersetzung im Großformat reihenpräsent, nun als IB 1426 englischsprachig nach einer Penguin-Books-Ausgabe gedruckt. Damit knüpft die Insel an die Frühzeit der Reihe an: 1914 waren Baudelaires Vers choisis des Fleurs du mal (IB 119/1) rein französischsprachig erschienen. In Abhängigkeit von der Publikumsresonanz werden also nun in das IB-Reihenprogramm fremdsprachige Bände in die IB eingestreut, denn die vollständig fremdsprachige Pandora-Reihe von 1920/21 als Seitenreihe zur war aus mehreren Gründen IB gescheitert. Zweisprachig gab es den Bestseller Das Bett-Buch von Sylvia Plath nun in der IB mit Illustrationen von Rotraut Susanne Berner.
Inhaltlich unverändert wurde zum 100. Todestag von Marie von Ebner-Eschenbach ihr Aphorismen-Band (Ein ganzes Buch – ein ganzes Leben) als IB 1414 (bisher: IB 543 mit über 200 Tsd.) neu ediert. In der IB finden sich 2016 weitere neue Namen: Augusto Monterroso mit Gesammelte Werke (und andere Geschichten), illustriert von Nicolas Mahler (IB 1417), oder Adolph Freiherr von Knigge: Über den Umgang mit Menschen; der von Marion Poschmann herausgegebene Band wurde von Irmela Schautz illustriert (IB 1416). Christiane Vulpius’ Ehe mit Goethe analysiert Wolfgang Frühwald im IB 1420 (Die Lebensgemeinschaft mit Christiane Vulpius). Im Vorgriff auf das Luther-Jahr 2017 erschien eine Auswahl aus seinen Tischreden (IB 1421), illustriert von Michael Triegel (auch in Leder als Vorzugsausgabe). Mit Muschel mit Landschaft, einer Erkundung in Bildern und Texten vom Meister der Buntstiftzeichnung Ulrich Moritz, wurde 2016 die IB-Nummer 1427 erreicht.
Unter den Großformaten waren „Bilder und Briefe von Königin Luise“ (IB 2019), eine Neuauflage von Tschingis Aitmatows Dshamilja (bisher 4 Auflagen als IB 773), nun illustriert von Stefanie Harjes (IB 2009), und die Erzählung Sonntag des Nobelpreisträgers Mario Vargas Llosa – die Übersetzung besorgte Thomas Brovot und die Illustrationen Kat Menschik (IB 2018).

### 2017
Runde Geburtstage, der 275. von Georg Christoph Lichtenberg (IB 1434, Illustrator: Hans Traxler) und der 200. von Theodor Storm (IB 1441, „Der kleine Häwelmann“, Illustratorin: Ulrike Möltgen) - nach IB 530/A (Hans im Glück) trägt hier erneut ein IB-Titelschild einen geschriebenen Titel -, wurden in der Reihe gewürdigt. Wilhelm Hauff ist mit „Der Zwerg Nase“ (IB 1430) erneut in der IB (zuvor 1932: „Die Karawane“, IB 424), ab 1935 „Das kalte Herz“ (IB 479, IB 1105).
Das Autoren-Duo Sibylle Lewitscharoff/Friedrich Meckseper legt mit „Pong am Ereignishorizont“ (IB 1437) erneut einen Pong-Band vor (auch als Leder–Vorzugsausgabe). Zu den Darstellungen einzelner Werke Rilkes in der IB gesellt sich die Beschreibung von Rodins Aquarellen (IB 1440, „Diese vollkommenen Wunderwerke“). Mit dem „Questionnaire“ von Max Frisch (IB 1435) können Leser ihr persönliches Verhältnis zur Freundschaft überprüfen. Mensch und Hund in der Malerei thematisiert Jan Philipp Reemtsma (IB 1432, „Einige Hunde“); kleinformatig treten von Isabel Pin illustrierte Katzengeschichten (IB 2514) an die Seite des vorgenannten Bandes. Mit Rosengedichten (IB 1428, Illustrationen: Christina Kraus) und „Kinderspiele“ aus viktorianischer Zeit von Kate Greenaway (IB 1429) werden wieder Geschenkbände vorgelegt. Die seit 2016 laufende englische Reihe wird mit Shakespeares „Love Poems“ (IB 1443) bedient. Unter den Großbänden (nun bis Bandnummer 2026) sind Stifters „Bergkristall“ (IB 2025, Illustrationen: Gerda Raidt) und „Gullivers Reisen“ von Swift (IB 2026, Nacherzählung: Doron Rabinovici, Illustrationen: Flix) zu finden, die in vielen Verlagen auf dem Programmzettel stehen; hier sollen also die neuen Illustrationen bzw. Übersetzungen die Käuferherzen erobern.
Die angekündigte „Klage über den Untergang Sumers“ mit dem Altorientalisten Markus Hilgert als Herausgeber (vorgesehen als IB 1436) erscheint laut Verlagsangbaren nicht mehr.

### 2018
Es ist ein Jahrgang mit naturkundlichen Themen. Mit Pilze. Ein Lesebuch (IB 1445) gibt es nach vielen Auflagen von IB 503 (Das kleine Pilzbuch, 1937) wieder ein Pilzbuch in der Reihe, verfasst nunmehr von berühmten Autoren, wie Nabokov, Sarah Kirsch oder Leo Tolstoi, illustriert von Christina Kraus. Passend dazu erscheint eine Wald-Anthologie (Das Waldbuch, IB 1451), versehen mit einem Nachwort von Thomas Erbach und Fotografien von Sabine Wenzel aus ihrem Zyklus „Der deutsche Wald“. Bernd Brunner liefert nach der Erfindung des Weihnachtsbaums (2011) eine Kulturgeschichte des Granatapfels (IB 1444).
 Viele weitere Bände gab es schon in anderer Ausstattung: Das großformatige IB 2027, Hoffmanns Das Fräulein von Scuderi mit Illustrationen von Lisbeth Zwerger, erschien zuletzt 1958 als IB 190. Holzschnitte von Christian Thanhäuser schmücken nun Robert Walsers Der Spaziergang (IB 1449, Nachwort: Michail Schischkin), der bereits 1989 als IB 1106, damals von Rita Berger illustriert, erschienen war. Rilkes Briefe an einen jungen Dichter, von 1929 bis 2003 als IB 406 im Verlagsprogramm, kam nun englischsprachig als Letters to a Young Poet (IB 1450) mit einem Vorwort von Ulrich Baer.

Neu im Jahrgang sind Kia Vahlands Kunstbetrachtungen, Spurensuche (IB 1448), und die von Paul Raabe zusammengestellten Dokumente einer Freundschaft Goethe und Sylvie (IB 1446) sowie Das Knopfbuch (IB 1447) von Stephanie Schneider. Mit Jorge Amado ist der 2001 verstorbene Chilene im Programm (IB 1457), der im Leipziger Haus schon 1961 Die drei Tode des Jochen Wasserbrüller (IB 1011/1) veröffentlicht hatte. Seine von Karin von Schweder-Schreiner übersetzte Fabel vom Gestreiften Kater und der Schwalbe Sinhá aus dem Jahr 1948 wurde von Isabel Pin illustriert und von Steffen Popp mit einem Nachwort versehen. Nach Lyrik (IB 1323) ist Uwe Tellkamp mit Die Carus-Sachen (IB 1460) erneut Reihenautor (Zeichnungen von Andreas Töpfer). Auch Urs Faesi legt mit Raunächte (IB 1452, Illustrationen: Nanne Meyer) seinen zweiten IB-Band vor. Der Büchnerpreisträger (sehr bekannt ist sein Kruso), Lutz Seiler, liefert mit IB 1455 Am Kap des guten Glaubens in der IB seinen Debütband ab. Zum Weihnachtsfest liegen sind Erzählung von O. Henry Das Geschenk der Weisen (IB 1453) und Texte von Werner Völker Weihnachten bei Goethe (IB 1456) vor.
In den Sonderformaten liegen wieder Bände im kleinen, u. a. von Herbert Schnierle-Lutz herausgegebene Naturgedichte von der Romantik bis in die Gegenwart Prächtige Natur erheitert die Tage (IB 2518), sowie im großen, neben dem schon genannten IB 2027, Dagmar Manzels, mit Noten, Fotos und Zeichnungen ausgestattet, Mein Liederbuch, eine Rezeptsammlung des Konditors und Backbuchautors Martin Schönleben Heimat. Das Backbuch (IB 2028) und von Véronique Witzigmann Mein Einmachbuch mit Illustrationen von Kat Menschik (IB 2029) vor.

### 2019
Den Programmmachern boten in diesem Jahr mehrere runde Geburtstage Anlass für neue Titel: 1819 wurden Herman Melville (IB 1466: Bartleby, der Schreiber, mit Illustrationen von Sabine Wilharm), Theodor Fontane (IB 2033: Der Zauber steckt im Detail, Fotos von Heike Steinweg) und Gottfried Keller (IB 2034: Kleider machen Leute, mit Illustrationen von Ulrike Möltgen) geboren; 100 Jahre später das Bauhaus (IB 1463: Die Bauhaus–Postkarten, hrsg. von Gloria Köpnick, Rainer Stamm) gegründet. Erneut in der IB vertreten ist Virginia Woolf, nun originalsprachlich mit A room of once own (IB 1468). Als Beitrag der IB für ein weltoffenes Europa versteht sich angesichts der anhaltenden Debatten über Einwanderung und Asylssuche IB 1462 Gastfreundschaft von Priya Basil. Michael Hagners Lust am Buch (IB 1464) mahnt an dessen Gefährdungen im Digitalzeitalter. Nach der Weimarer Herzogin Anna Amalia Bibliothek (IB 1293) wird mit IB 1474 nun die Prinzessinnen-Bibliothek der Staatsbibliothek zu Berlin von Silke Trojahn eine weitere historische Buchsammlung vorgestellt. Der katalanische Autor Jaume Cabré ist mit seiner Erzählung Claudi, die von Jörg Hülsmann illustriert wurde, in der Reihe präsent (IB 1469). Erneut ist das Weihnachtsfest Thema: Dylan Thomas’ Weihnachten in meiner Kindheit (IB 1476) – die Illustrationen lieferte der englische Buchkünstler Peter Bailey. Zweisprachig (deutsch/französisch) werden Rilkes Walliser Vierzeiler. Les quatrains Valaisans geboten (IB 1475). Die englischsprachige Reihe wird mit Walt Whitmans Leaves of Grass (IB 1459), dessen Einband einen zweifarbigen Holzschnitt von Christian Thanhäuser trägt, fortgesetzt. Weitere Bände berühren unter anderen die Themen: Wald (IB 1477), menschliche Einsamkeit (IB 1473), Goethe (IB 1471) und Gebete (IB 1470, mit Triegel–Illustrationen).
Im Kleinformat (IB 2521) wird erstmals dem berühmten Autor von Rheinsberg, Kurt Tucholsky, ein Bändchen gewidmet: Vorn die Ostsee, hinten die Friedrichstraße (Illustrationen von Katrin Stangl). Unter den Großformaten ist Burkhard Neie mit den prächtig illustrierten Nibelungen (IB 2036) vertreten.

### 2020
Alljährlich auf der Leipziger Buchmesse präsentierte der Insel Verlag bisher seine Frühjahrsnovitäten. Erstmals mussten die Freunde der Reihe wegen der COVID-19-Pandemie auf diese Ausstellung verzichten. An den Buchhandel wurden gleichwohl sieben klassische Reihentitel ausgeliefert, dabei auch wieder eine englischsprachige Ausgabe, Melville: Barthleby the Scriber (IB 1482) mit Illustrationen von Sabine Wilharm, und ein auch als E-Book angebotener Band von Sylvia Plath Mary Ventura und das neunte Königreich (IB 1483). Unter den Normalformaten ist nach der DDR-Ausgabe von Der Spinoza von der Marktstrasse (IB 1023/2) erneut der Nobelpreisträger Isaac B. Singer mit Der Golem – übersetzt von Gertrud Baruch – als IB 1484 zu finden. Weiter befinden sich auf der Titelliste u. a. Christoph Hein: Ein Wort allein für Amalia, illustriert von R. Berner (IB 1479), und Birgit Haustedt: Im Alten Land (IB 1478). Mit 60-jähriger Verspätung erschien nun mit Havelnacht doch noch eine Gedichtauswahl des ehemaligen Chefredakteurs der Zeitschrift Sinn und Form, Peter Huchel, in der Reihe (IB 1487). Eine solche war vom Leipziger Verlagshaus bereits 1958/1959 als IB 654 angekündigt worden, kam aber nie in die Buchhandlungen. Der Band enthält Fotografien von Roger Melis und ein Nachwort des Deutschen Buchpreisträgers von 2014, Lutz Seiler. Zur Weihnachtsthematik gibt es von Ole Könnecke Der zweite Weihnachtsmann (IB 1488), nach über 20-jähriger Pause erneut einen querformatigen Band, und Nikolai Gogols Märchen Die Nacht vor Weihnachten (IB 1485, Ü: Dorothea Trottenberg). Weitere Bände sind unter anderem dem Romanischen Café in Berlin von Brigitte Landes (IB 1472) und Goethes Elefanten von Oliver Matuschek (IB 1489) gewidmet.
Die Groß- und Kleinformate wuchsen um jeweils vier Bände. Den Großbandtitel IB 2038 (Keller: Spiegel, das Kätzchen) gab es schon 1921 als Teilinhalt von IB 329 in der Reihe, nunmehr jedoch illustriert von Joëlle Tourlonias. Neu ist dagegen das Gin-Buch von David T. Smith (IB 2042).

### Frühjahr 2021
Bei den Autoren des Frühjahrs, wie Hans Traxler (IB 1491, Ignaz, die gelbe Dogge und die Höllenhunde), H. C. Artmann (IB 1493, Übrig blieb ein moosgrüner Apfel) und Marcel Proust (IB 1500, Briefe an seine Nachbarin), knüpft der Verlag an frühere Reihenpublikationen an. Sibylle Lewitscharoff kann nun schon den dritten Pong-Band in der IB vorweisen: Pong am Abgrund (IB 1495), von dem auch wieder – nach dreijähriger Pause – eine Vorzugsausgabe in Ganzleder erscheint. Gloria Köpnick und Rainer Stamm stellen Max Liebermanns Garten vor (IB 1498). Beim Kleinformat ist Gustave Flaubert mit Bibliomanie (IB 2529) vertreten, und drei Großformate (Andersen, Münchhausen, Kräuterbuch) schließen das aus insgesamt 11 Titeln bestehende Programm ab.

### Herbst 2021
Mit ihrem nunmehr vierten Titel ist wieder Sibylle Lewitscharoff im Herbstprogramm vertreten (IB 1503, Warum Dante?); sie thematisiert den 700. Todestag des Dichters der Göttlichen Komödie. Der 450. Geburtstag eines weiteren Italieners, Caravaggios, war für Kia Vahland Anlass für ihr Buch Schattenkünstler (IB 1506). Auch in diesem Jahr wird das Weihnachtsfest bedacht: von Anthony Trollope werden britische Festtage präsentiert (IB 1492, Weihnachten auf Thompson Hall); die Illustrationen lieferte Irmela Schautz. Sentenzen von Oscar Wilde (IB 1507, I am always satisfied with the best) setzen die englischsprachige Folge fort. Das Hauptprogramm umfasst insgesamt 9 Titel. Ein Kleinformat und zwei Großformate, darunter Hacks’ Der Bär auf dem Försterball (IB 2047, mit Reinhard-Michl-Illustrationen), schließen den Reigen.

### Frühjahr 2022
Das Hauptprogramm der Reihe wächst um gut ein halbes Dutzend neuer Titel, ergänzt durch drei in den beiden Sonderformaten. Das schon im Herbst 2021 angekündigte IB 1499, Die Herzog August Bibliothek von Peter Burschel, ist nun erschienen. Wie schon im Herbstprogramm 2021 kommt Kia Vahrland, diesmal mit dem Gartenreich Wörlitz (IB 1499), das zum UNESCO-Weltkulturerbe gehört, erneut zu Wort. Dem Proust-Titel mit Briefen von 2021 schließen sich seine Aufenthaltsbeschreibungen Am Genfer See von 1899 bis 1905 an, herausgegeben von Jürgen Ritte (IB 1511). Der heute fast vergessene Alfred Neumann, ein Schreibverwandter Lion Feuchtwangers, wird mit seiner Novelle König Haber (IB 1422) in der IB gewürdigt. Dem Band ist ein Nachwort von Volkhard Huth zu den geschichtlichen Hintergründen und der Werkrezeption beigegeben, und er schließt eine seit 2016 offene Lücke in der Nummernfolge; damit ist aktuell noch die Nummer 1436 unbesetzt (siehe: Herbst 2017). Briefe von Goethes Mutter (IB 1509) – sie waren schon einmal 1939 bei IB 544, das von Rudolf Bach herausgegeben worden war, titelgebend – bereichern den Goethe-Kosmos in der Reihe. Der im Ersten Weltkrieg gefallene Franz Marc, der nicht zuletzt wegen seiner Tierdarstellungen berühmte Vertreter des deutschen Expressionismus (Der Blaue Reiter) erfährt mit dem Band Tierschicksale (IB 1512), eine weitere Teildarstellung seines Œuvres, nachdem schon 1953 die Tierstudien (IB 567) in der Reihe mehrere Auflagen erlebten.

### Herbst 2022
Das Herbstprogramm startet mit Frauen-Power: Brigitte Landes liefert als Herausgeberin mit Auftritt: Die Neue Frau (IB 1516) einen Querschnitt durch das neue Frauenbild in den 1920er Jahren. Diesem schließt sich das Lesebuch Freundinnen, herausgegeben von Marie Bernhard und illustriert von Essen an (IB 1513). Ein neuer Band von Christian Lehnert stellt Heiligenlegenden aus der Legenda aurea des Jacobus de Voragine mit Bildern von Michael Triegel (IB 1514) vor. Wie in den Vorjahren wird wieder der „Weihnacht-Abend“ thematisiert, diesmal mit einem Band von dem Dichter der Romantik Ludwig Tieck (IB 1518), dem Illustrationen von Gerda Raidt beigegeben sind. Ergänzt wird der Titel durch Martin Schönlebens Die besten Weihnachtsplätzchen im Großformat (IB 2051). Mit Goethe – Von Ende und Anfang (IB 1517) bereichert Mathias Mayer einen der Reihenschwerpunkte – das Werk und die Person Goethe – um einen weiteren Band. Schließlich soll noch Monika Beisners Sternbilderbuch, nacherzählt von Ingrid Westerhoff (IB 1519), erwähnt werden.

### Frühjahr 2023
Mit Poesie meldet sich der Ende 2022 verstorbene Enzensberger postum noch einmal in der Reihe (IB 1521, Leichte Gedichte, illustriert von Jan Peter Tripp). Die schönsten Kalendergeschichten von Johann Peter Hebel mit Illustrationen von Irmela Schautz bietet Band 1522, dessen Autor bereits 1915 mit Erzählungen (IB 177), von denen auch drei erneut vorgestellt werden, erstmals in der Reihe präsent war. Köpenick/Stamm geben mit Claude Monets Garten in Giverny (IB 1523) Einblicke in eine weitere Künstlerbiografie. Späte autobiografische Aufzeichnungen Stefan Zweigs aus den Kriegsjahren 1940-1942, deren Lektüre besonders durch die aktuelle politische Lage berührt, stellen Klaus Gräbner und Volker Michels vor (IB 1524: Die Kunst, ohne Sorgen zu leben). Schließlich illustrieren Bilder von Frank Badur das von Marie Bernhard herausgegebene Lesebuch Einfacher Leben (IB 1520), das auch Denkanstöße in Zeiten des zunehmenden Klimawandels gibt.
 Im Großformat warten Bände von Hugh Lofting, Doktor Dolittle (IB 2052, Illustrationen: Reinhard Michel), und Rosie Sanders, Überwältigende Blüten (IB 2053), auf Leser.
Ein doppeltes Novum in der Reihe stellt der vom Kurator des Bachfests Leipzig, Michael Maul, anlässlich des 300. Jahrestags der Übernahme des Thomaskantorats durch Johann Sebastian Bach verfasste Band Bach. ‚Wie wunderbar sind deine Werke‘ (IB 1510) dar. Aufgrund seines Textumfangs musste der über 200 Seiten starke Band entgegen der ursprünglichen Verlagsankündigung nun im Großformat erscheinen. Deshalb ist hier die der Zählung der normalformartigen Ausgaben unterliegende Bandnummer ausnahmsweise auch auf dem Einband zu finden. Auch bietet der Band erstmals durch die Verbindung eines QR-Codes mit Randnotizen einen direkten Zugriff auf die im Buch jeweils besprochenen, von der Deutschen Grammophon auf Spotify veröffentlichten Bachwerke.

### Herbst 2023
Die sechs Bände der aktuellen Lieferung sind durchweg von Autorinnen verfasst oder illustriert. Unter anderen stellt Ursula Voß in ihrem siebenten Reihenband Rilkes Sternfrauen (IB 1530) berühmte Frauen um den berühmten Dichter vor. Einen Auszug aus der umfangreichen Korrespondenz der Rahel Levin Varnhagen liefert IB 1529 (Das Herz ist ganz im Dunklen). Die Abbildungen zum Klassiker von Longos, Daphnis und Chloe (IB 1527), stammen von der als Tierbildhauerin berühmten Renée Sintenis. Zum Farbe Bekennen, ruft schließlich der von der Kunsthistorikerin Kia Vahland verfasste Band 1528 auf, bevor mit Ein Weihnachtsgast von der schwedischen Nobelpreisträgerin Selma Lagerlöf, illustriert von Ulrike Möltgen, der obligatorische Weihnachtsband präsentiert wird; dieser hat mit Der Weihnachtsmann von Frank L. Baum (IB 2054) sein Pendant im Großformat.

### Frühjahr 2024
Im Frühjahrsprogramm wird der Romantiker Caspar David Friedrich zu seinem 250. Geburtstag mit IB 1535 von Kia Vahland gewürdigt. Briefe und Bilder von Vincent van Gogh (IB 1534), herausgegeben von dem in der Reihe schon bewährten Autorenduo, Gloria Köpnick und Rainer Stamm, geben Einblick in das Leben eines weiteren Malers und Wegbereiters der Moderne. Jane Austens ersten Roman von 1811, Lady Susan, illustrierte Annabelle von Sperber (IB 1532) für die Reihe. Mit Elizabeth von Arnim, Elisabeth und ihr Garten (IB 1531), von 1898 ist eine weitere englische Autorin im Programm, die die Gestaltung ihres Gartens in Nassenheide beschreibt. Schließlich werden noch zwei Texte von Hermann Hesse, Erinnerung an Hans (IB 1533), und Marie Bernhard (Hrsg.), Das Traumbuch (IB 1536) mit Illustrationen des iranischen Künstlers Mehrdad Zaeri im Normalformat vorgelegt. Im Großformat erscheinen von Burkhard Neie illustrierte Geschichten aus dem Alten Testament, die von Matthias Reiner nacherzählt werden. Auch beim Kleinformat ist Neie beim von Paula Schmid herausgegebenen Titel mit Sentenzen von Wilhelm Busch, Wer Sorgen hat, hat auch Likör (IB 2535) nochmals aktiv.

### Herbst 2024
Unter den sieben Standardformaten sind zunächst zwei Gedichtbände zu finden: Balladen und Gedichte von Friedrich Schiller (B 1541) wurden von Antje Damm illustriert, und die von Marie Bernhard herausgegebene Anthologie Gedichte von Frauen (IB 1538) schmücken Bilder von Gerda Raidt. Das im 19. Jahrhundert durch Abriss und Krieg schrittweise verschwundene alte Berliner Tiergartenviertel wird mit Texten unter anderen von Walter Benjamin, Gabriele Tergit oder Erich Kästner wieder lebendig gemacht (IB 1539: Die verschwundene Stadt). Mit Weiße Nächte begegnet uns ein schon mehrfach – 1969 illustriert von Irmgard Zoll – aufgelegter Band der Reihe von Dostojewski (IB 254, Erstauflage: 1928), nun neu illustriert von Stella Dreis (IB 1537). Das konfuse Buch Larifari von Friederike Mayröcker von 1956 hat Nicolas Mahler illustriert und montiert (IB 1543). Schließlich wartet auch wieder einiges weihnachtliches in der Reihe auf die Leser: Erneut gibt es nach IB 1492 (2021) mit Weihnachten in Kirkby Cottage (IB 1542) einen Band von Anthony Trollope. Bilder zur Weihnacht von Manfred Papst werden mit dem Band Zeichen und Wunder (IB 1540) vorgestellt, und im kleinen Format meldet sich erneut Christoph Hein in der IB mit Schöne Bescherung (IB 2536) zu Wort. Aufgrund des 125-jährigen Verlagsjubiläums des Insel Verlags wird zu der zuletzt 2012 von Herbert Kästner vollständig aktualisierten Bibliografie der Reihe ihren Sammlern ein in Leinen gebundener Ergänzungsband vorgelegt, der die Jahre 2012 bis 2024 umfasst.

### Frühjahr und Juni 2025
Mit den Titeln Das Jahr im Garten von Karel Čapek (IB 1547, Ill.: Katja Spitzer) und Das Glück des Lesens (IB 1545, Ill. von Katrin Stangl) werden beliebte Freizeitbeschäftigungen thematisiert. Das Frühjahrsprogramm bleibt bei der Natur mit Silke Kippers Vom Glück des Vogelsangs (IB 1548, Ill. von Marieke Nelissen) und Colettes Mein Blumenalbum (IB 1546, Aquarelle von Raoul Dufy). Das schon IB–einschlägige Autorenduo Köpnick/Stamm legt mit Murnau. Wege des Blauen Reiters (IB 1550) einen weiteren der Kunst gewidmeten Reihentitel vor, der sich Kia Vahlands Kunstgeschichten (IB 1551) an die Seite stellen. Großformatig erscheint, von Matthias Reiner nacherzählt und Burkhard Neie illustriert, die Odyssee (IB 2057). Im Juni, zeitgleich mit dem Leipziger Bachfest 2025, erschien von Christoph Hein Das Havelberger Konzert. Bach-Novellen (IB 1555) ohne das obligatorische Lesezeichen.

## Gestaltung und Ausstattung der normalen Reihenbände

IB 1, Rilke: Cornet, Rizzi-Buntpapiereinband

#### Sonstiger Buntpapiereinband

IB 78, Hugo von Hofmannsthal: Welttheater, Marmorpapiereinband

#### Titelschild

Varianten der geklebten Titelschilder
IB 329 Keller: TS „Insel-Bücherei“, Normalvariante
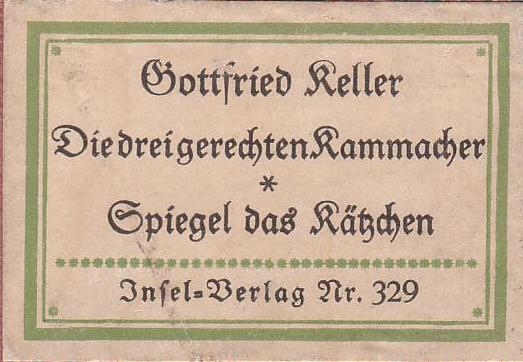
IB 329 Keller: TS „Insel-Verlag“ (Druckfehler)
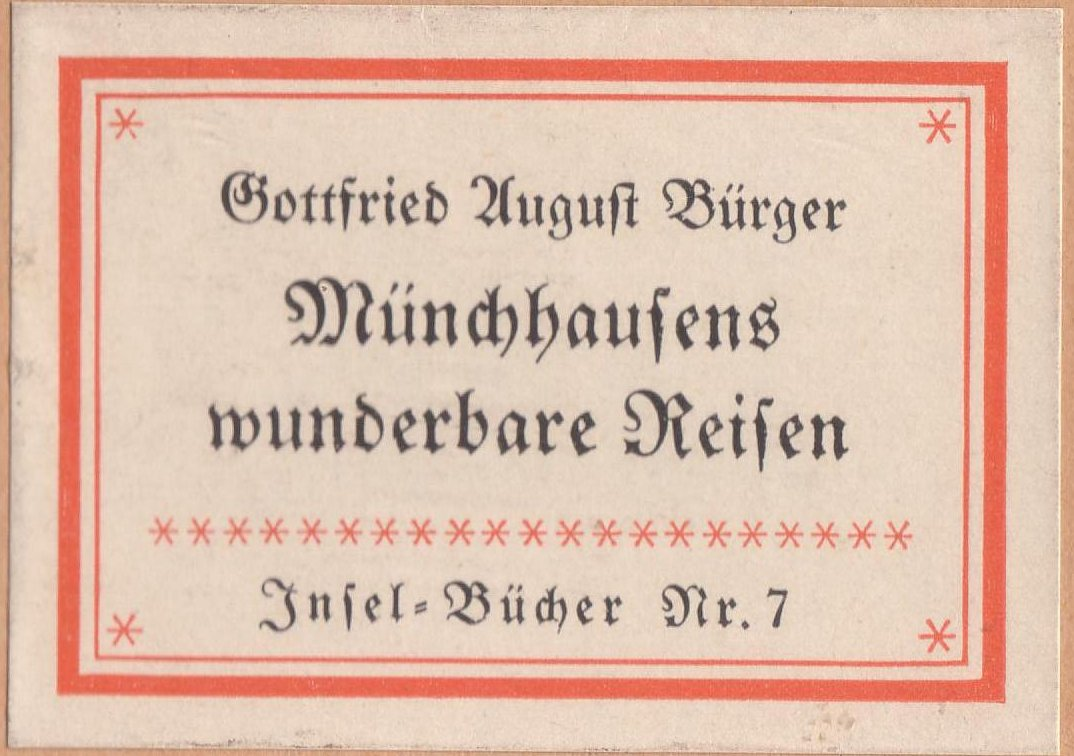
IB 7/A Bürger: TS „Insel-Bücher“ (Druckfehler)
IB 692 Peking-Oper: TS hochkant (1959)
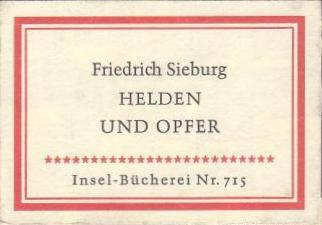
IB 715, Sieburg: TS ohne Ecksterne (1963, 11.-20.)
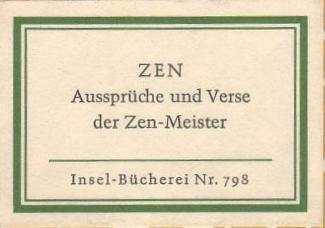
IB 798 Zen: TS mit Linien (1964)

IB 436/1B, Georg Trakl: Gesang des Abgeschiedenen. Gedichte, Probeeinbindung

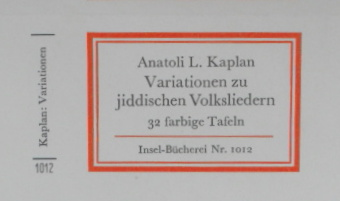
Titelschild und RS für IB 1012/1 (aus unzerteiltem Bogen)

#### Rückenschild

Varianten der IB, ohne und mit Rückenschild

### Querformat

IB 555 Goethe: Handzeichnungen, Querformat, Vorderdeckel
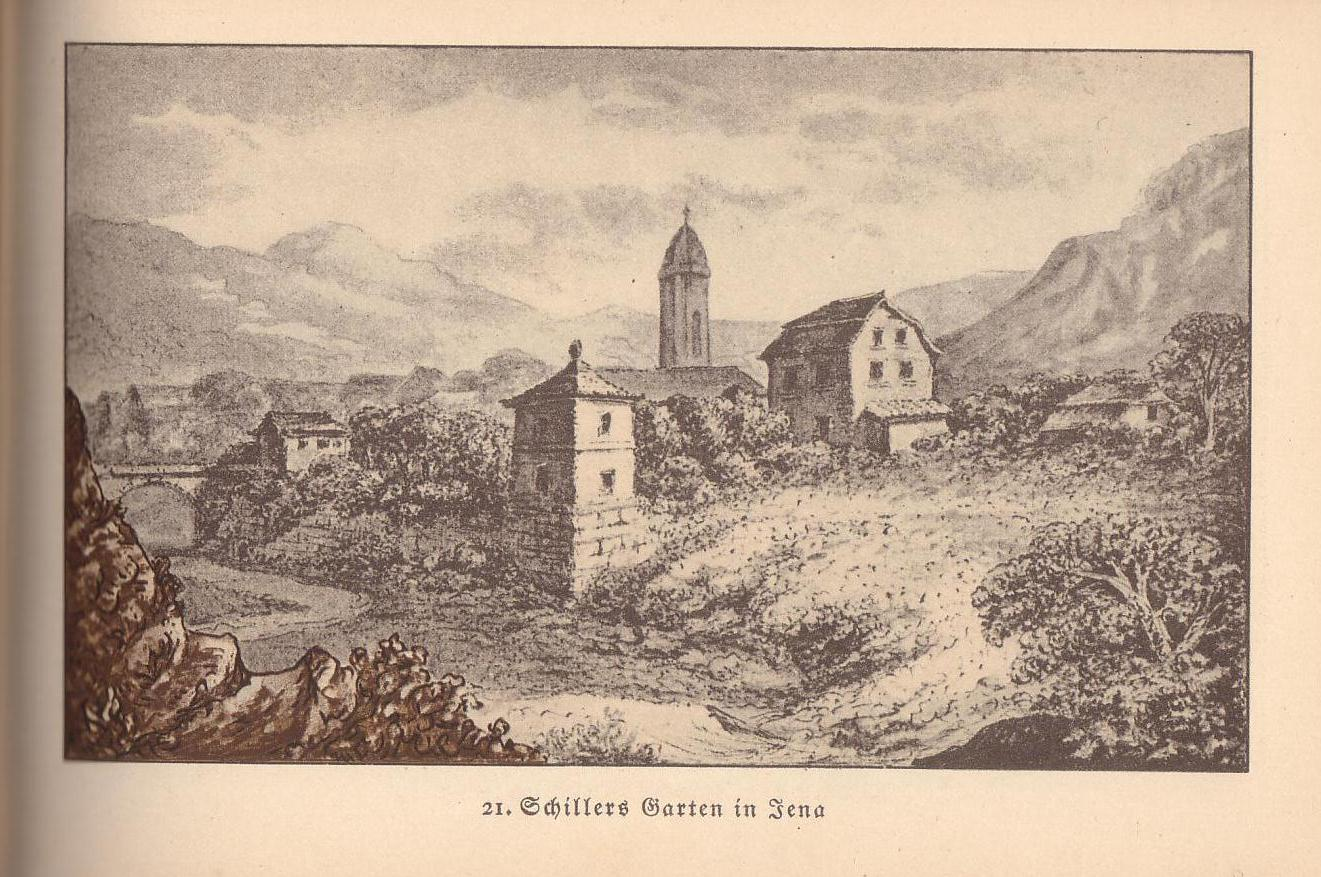
Aus IB 555 Goethe: Handzeichnungen, Tafel 21 mit Schillers Garten in Jena
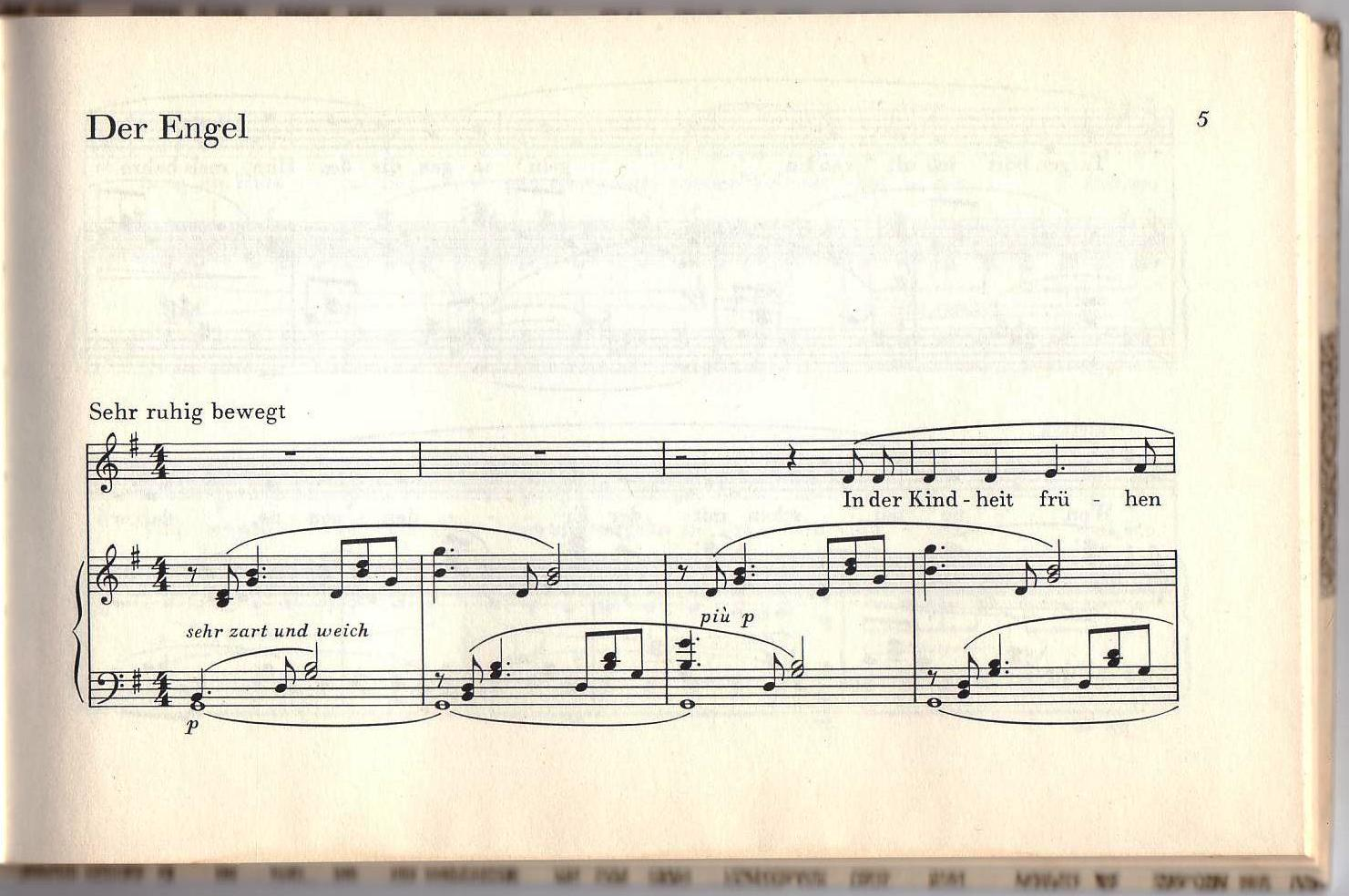
Aus IB 107/B, Wagner: Fünf Gedichte an Mathilde Wesendonk (Nachwort J. Kaiser)

### Leder- und Halbledereinbände

IB 22 Ricarda Huch: Liebesgedichte, Ganzleder mit Signet
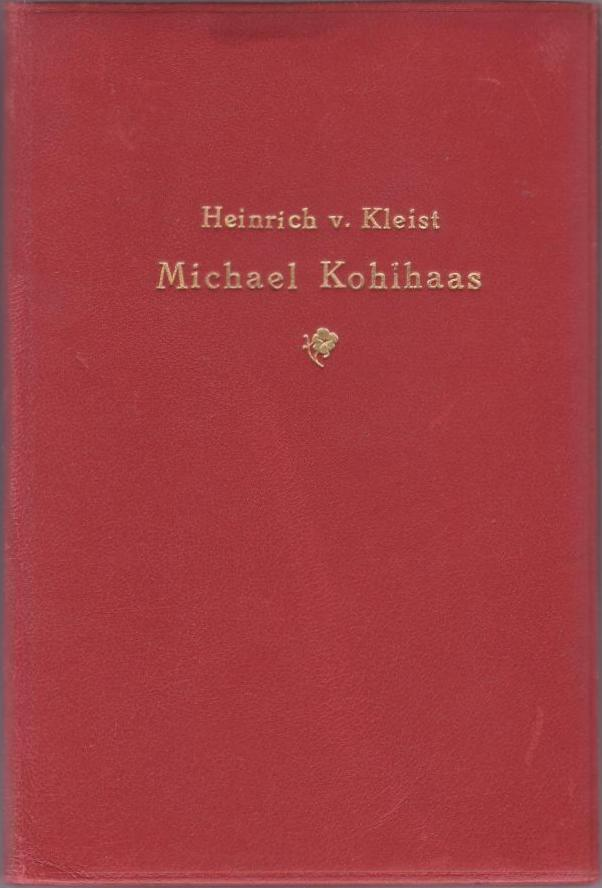
IB 161/A Heinrich von Kleist: Michael Kohlhaas, Ganzleder mit Fleuron
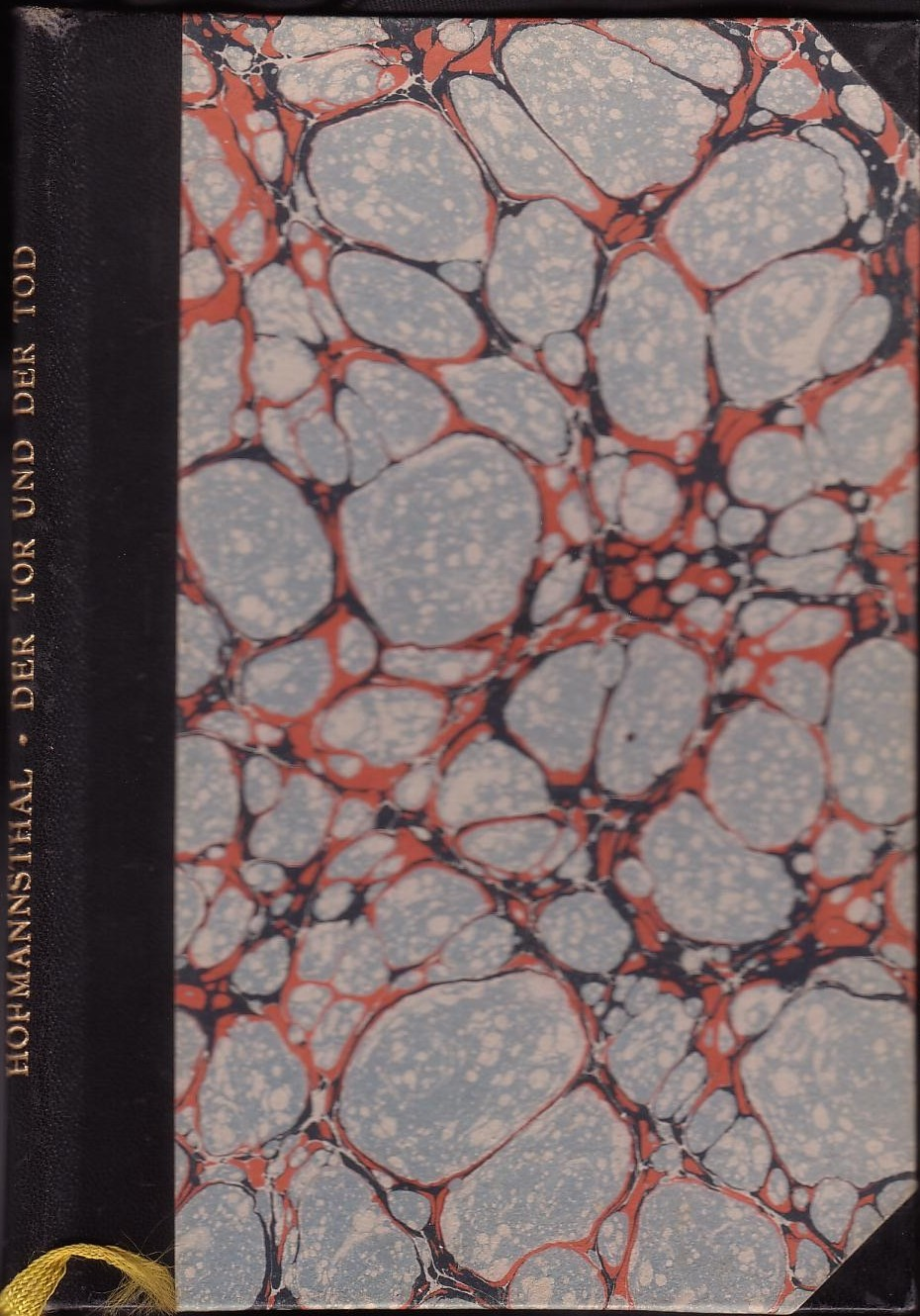
IB 28 Hugo von Hofmannsthal: Der Tor und der Tod, Halbleder mit Marmorpapier
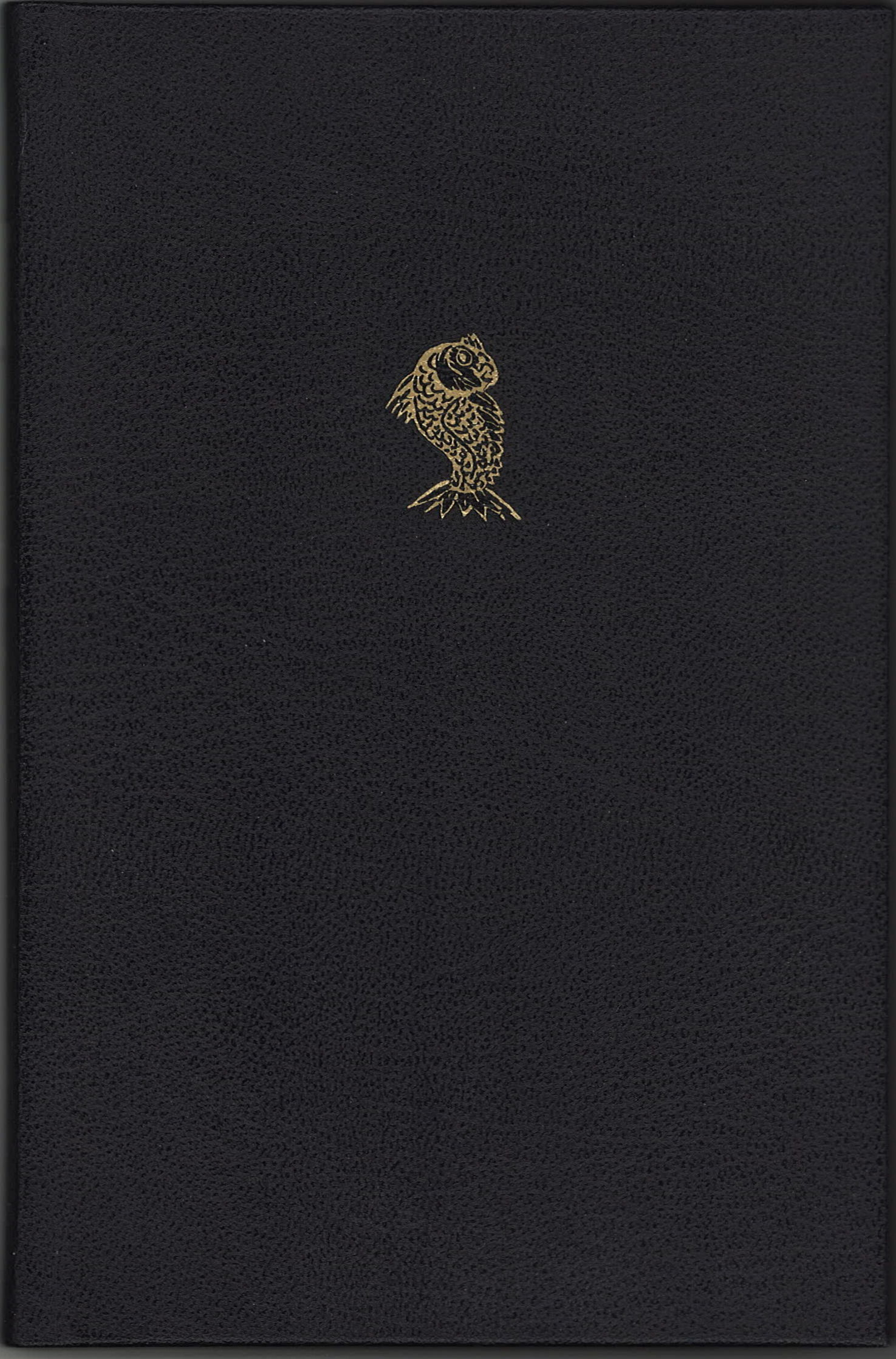
IB 1155, Guillaume Apollinaire: Bestiarium, Ganzleder mit Vignette (1995)

### Broschur-Einbände

IB 165, Friedrich Schiller: Die Belagerung von Antwerpen, Kriegsbroschur Erster Weltkrieg (1915)
IB 89/1C Charles Dickens: Silvesterglocken, Tonpapierbroschur
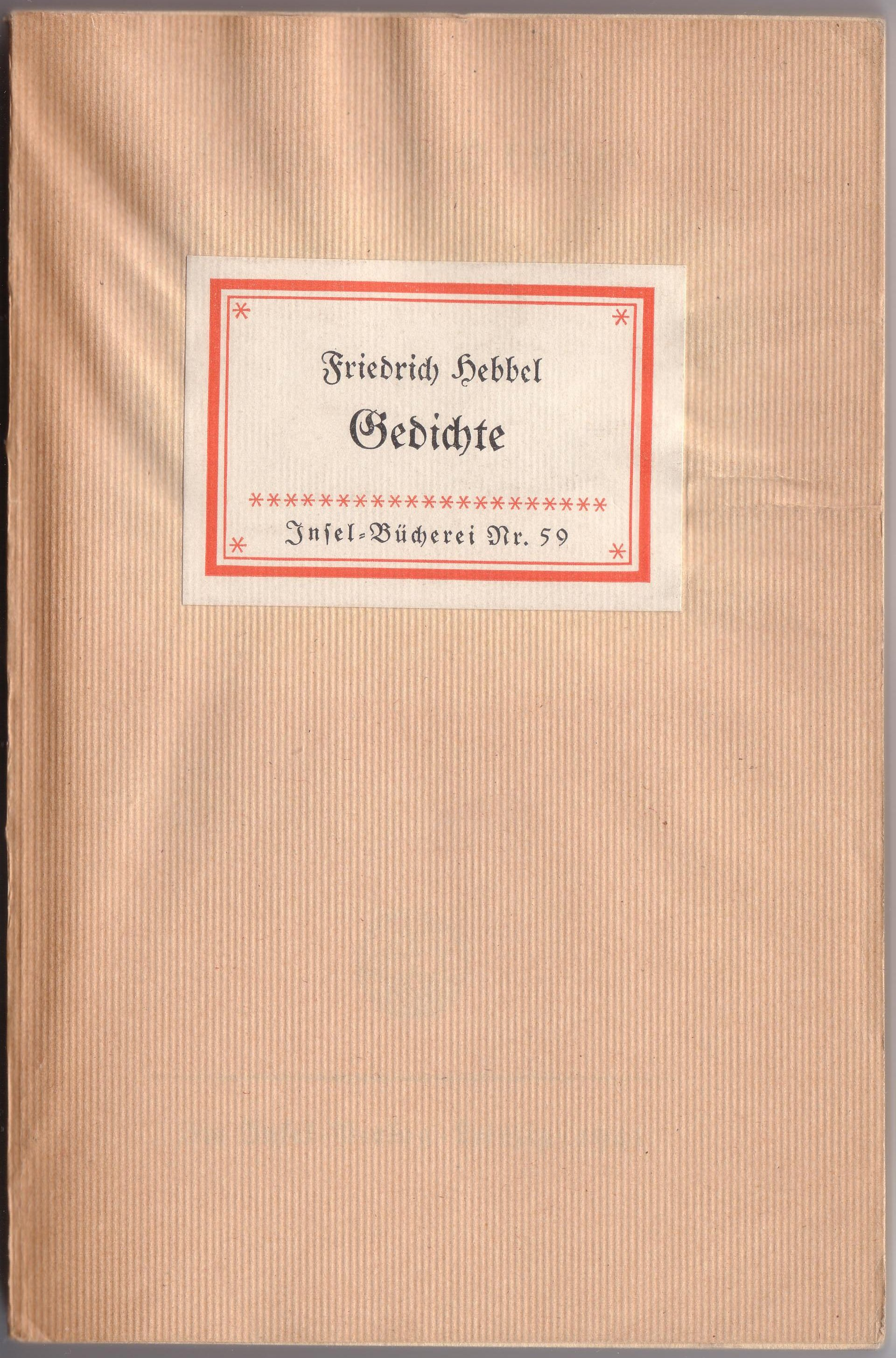
IB 59/C Friedrich Hebbel: Gedichte, einfarbige Papierbroschur (1941)
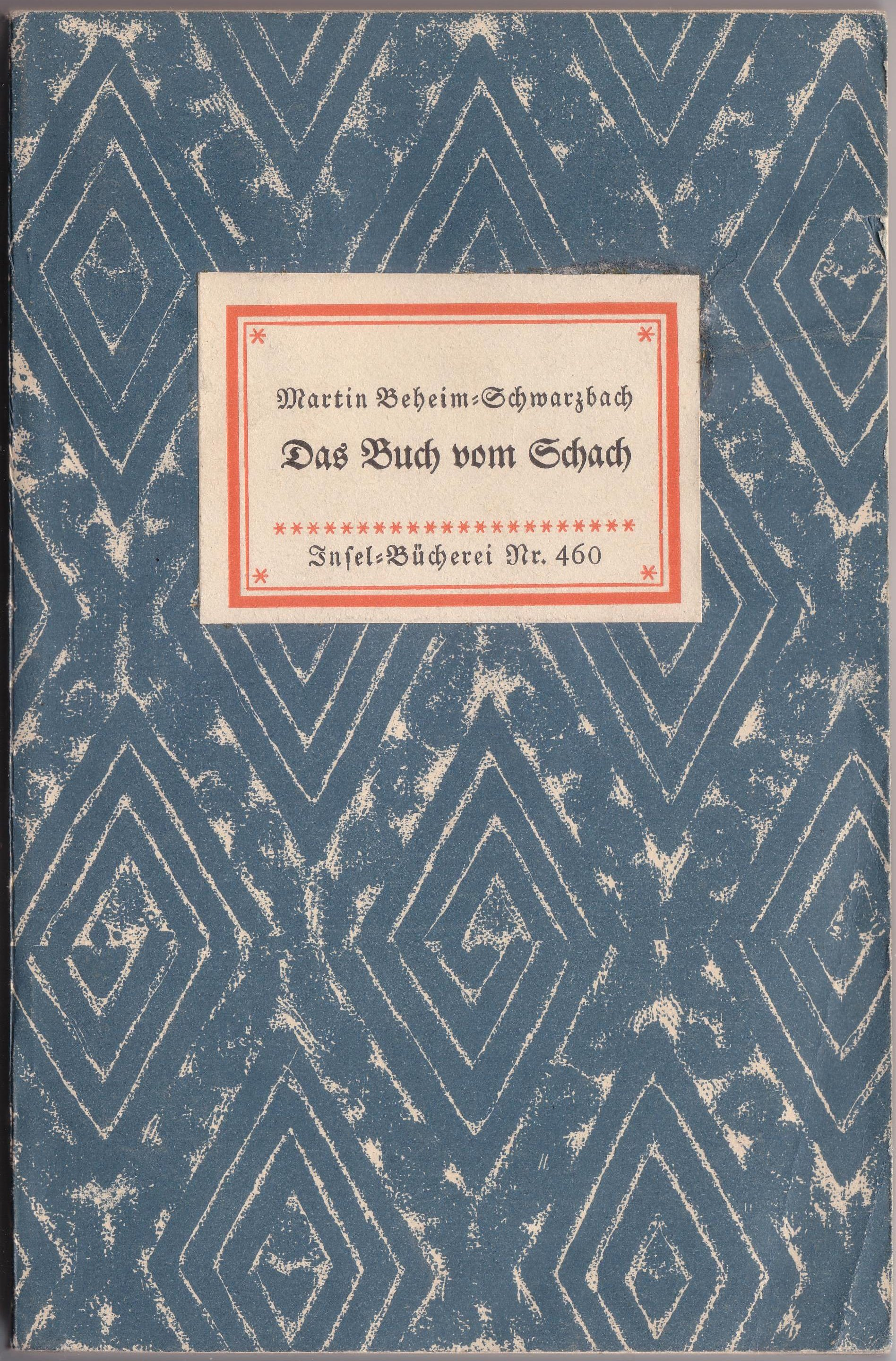
IB 460 Martin Beheim-Schwarzbach: Das Buch vom Schach, Musterpapierbroschur
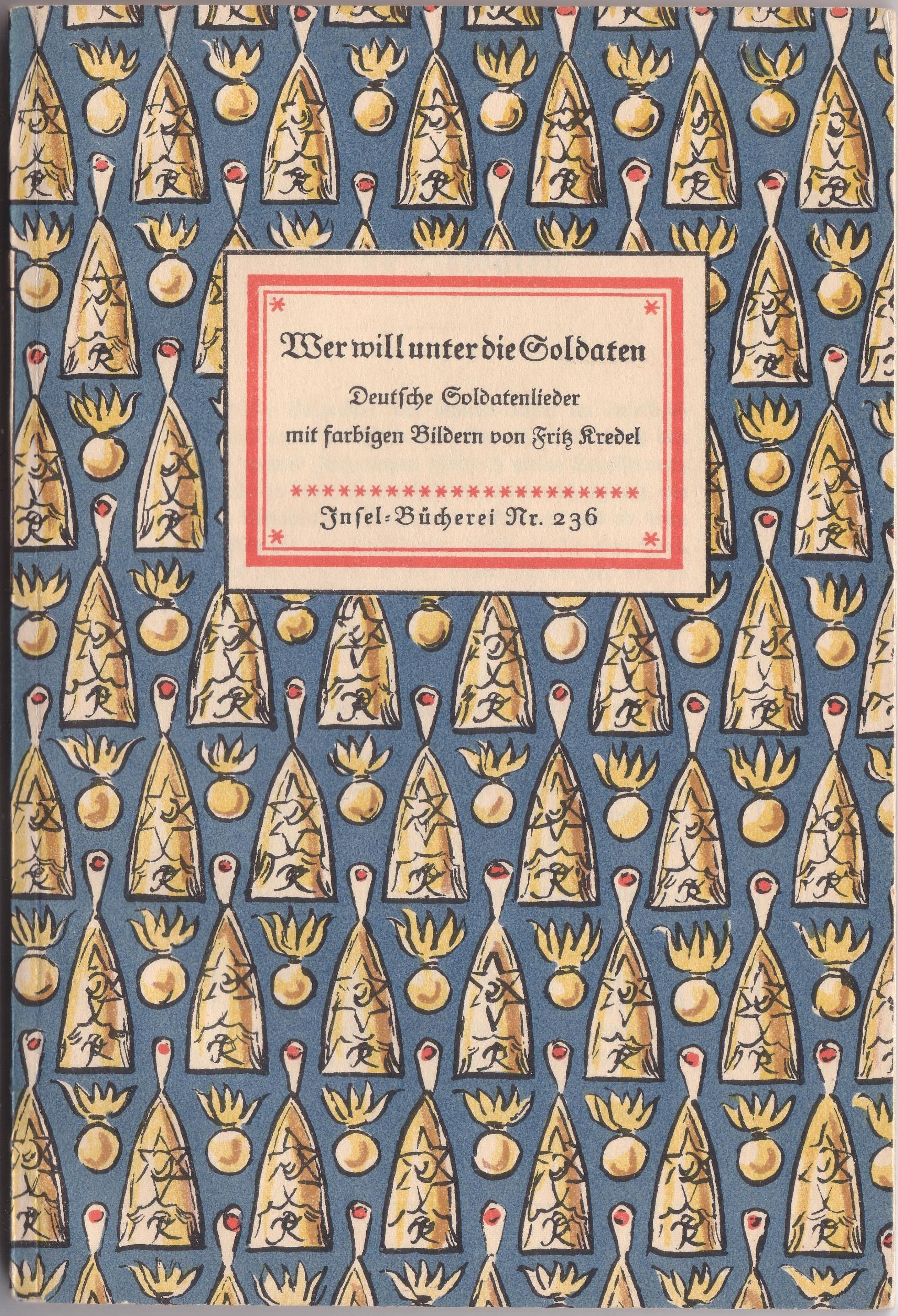
IB 236/2, Fritz Kredel: Wer will unter die Soldaten, Musterpapierbroschur vom Bildband
IB 196, Joseph von Eichendorff: Die Glücksritter, Feldpostausgabe Zweiter Weltkrieg (1943)
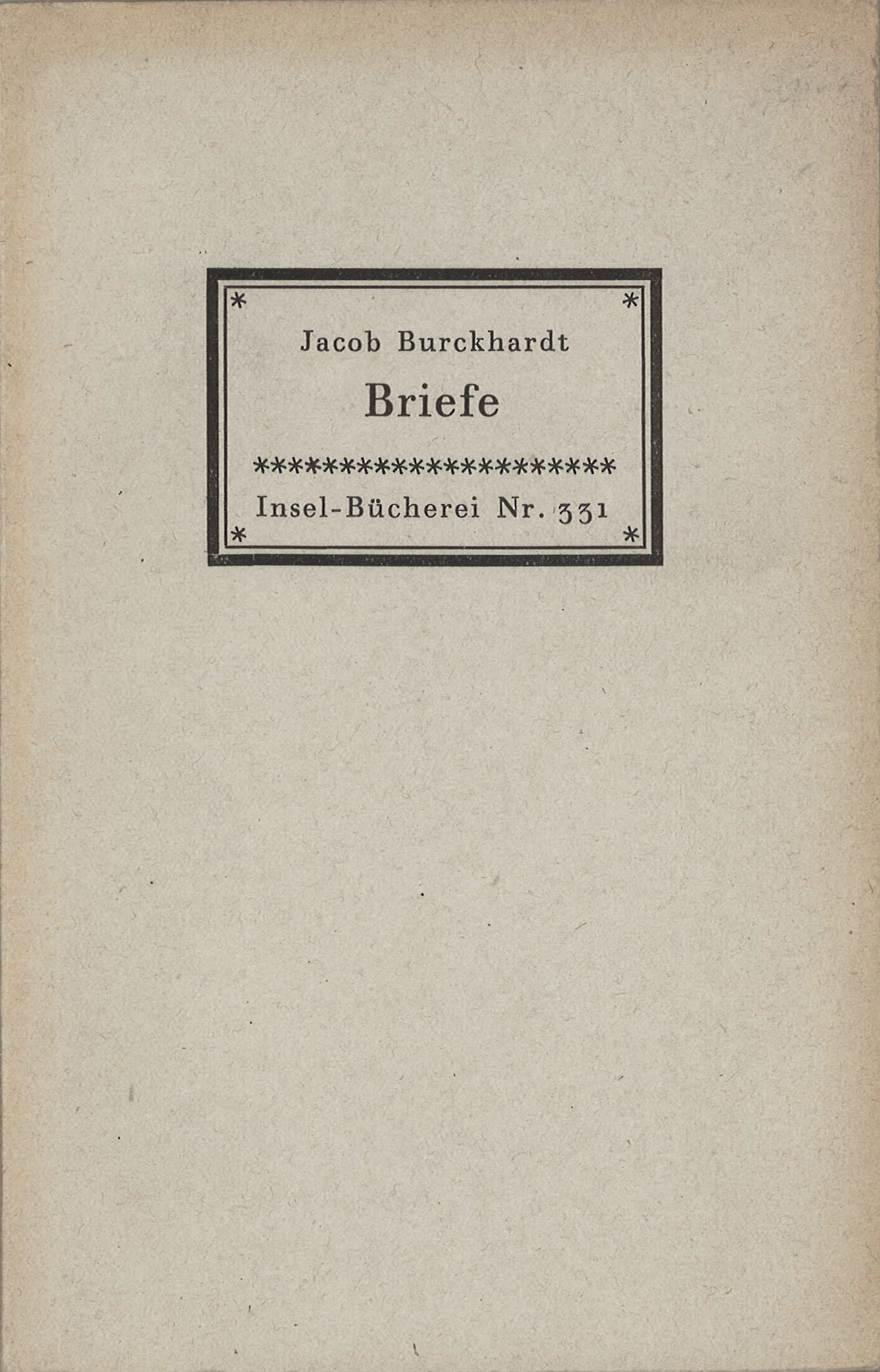
IB 331/2, Jakob Burckhardt: Briefe, Resteverwertung von Feldposteinbandpapier (1946)

### Ausstattungen zur Absatzförderung

Besondere Einbandvarianten der Normalausgaben
IB 153/B Deutsche Kriegslieder (1915), Umschlagstreifen
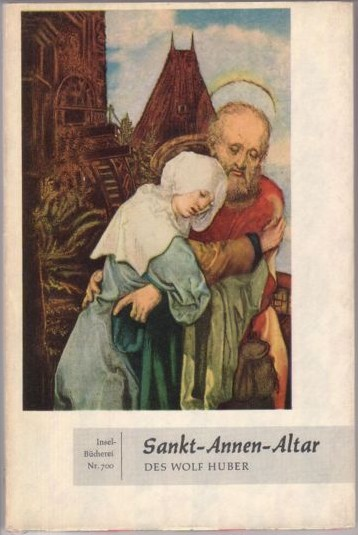
IB 700/1 Der Sankt-Annen-Altar des Wolf Huber (1959), Schutzumschlag
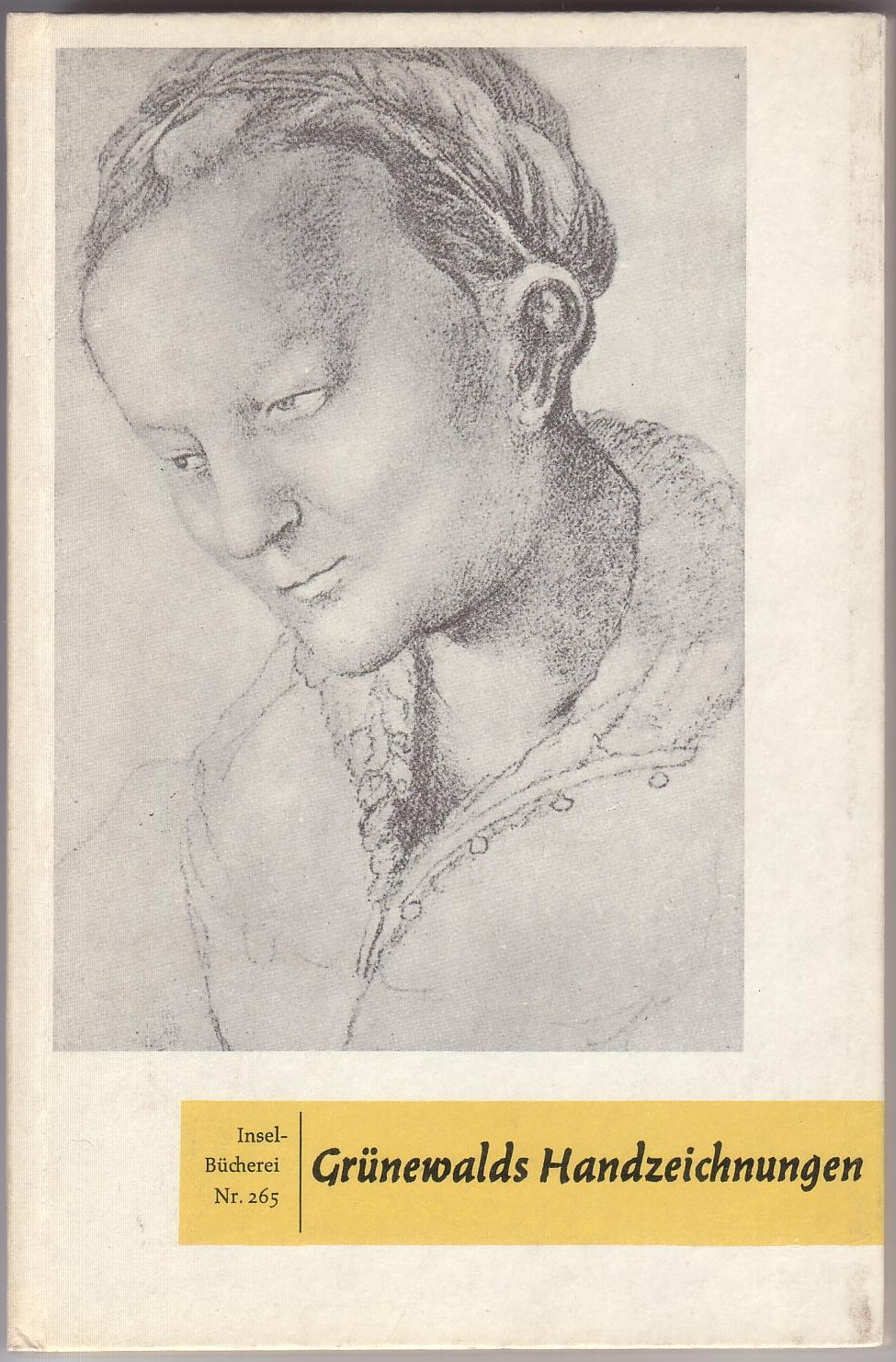
IB 265/2 Grünewalds Handzeichnungen (1958), Bildeinband
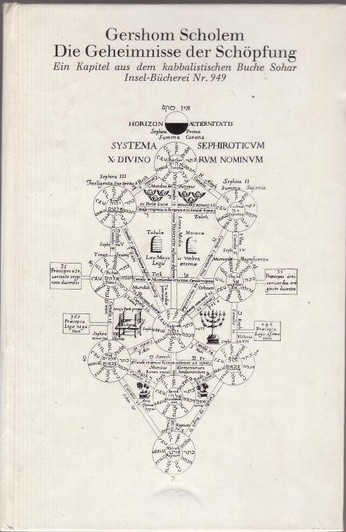
IB 949 Gershom Scholem: Geheimnisse der Schöpfung (1971), Bildeinband (Zeichnung nach A. Kircher)

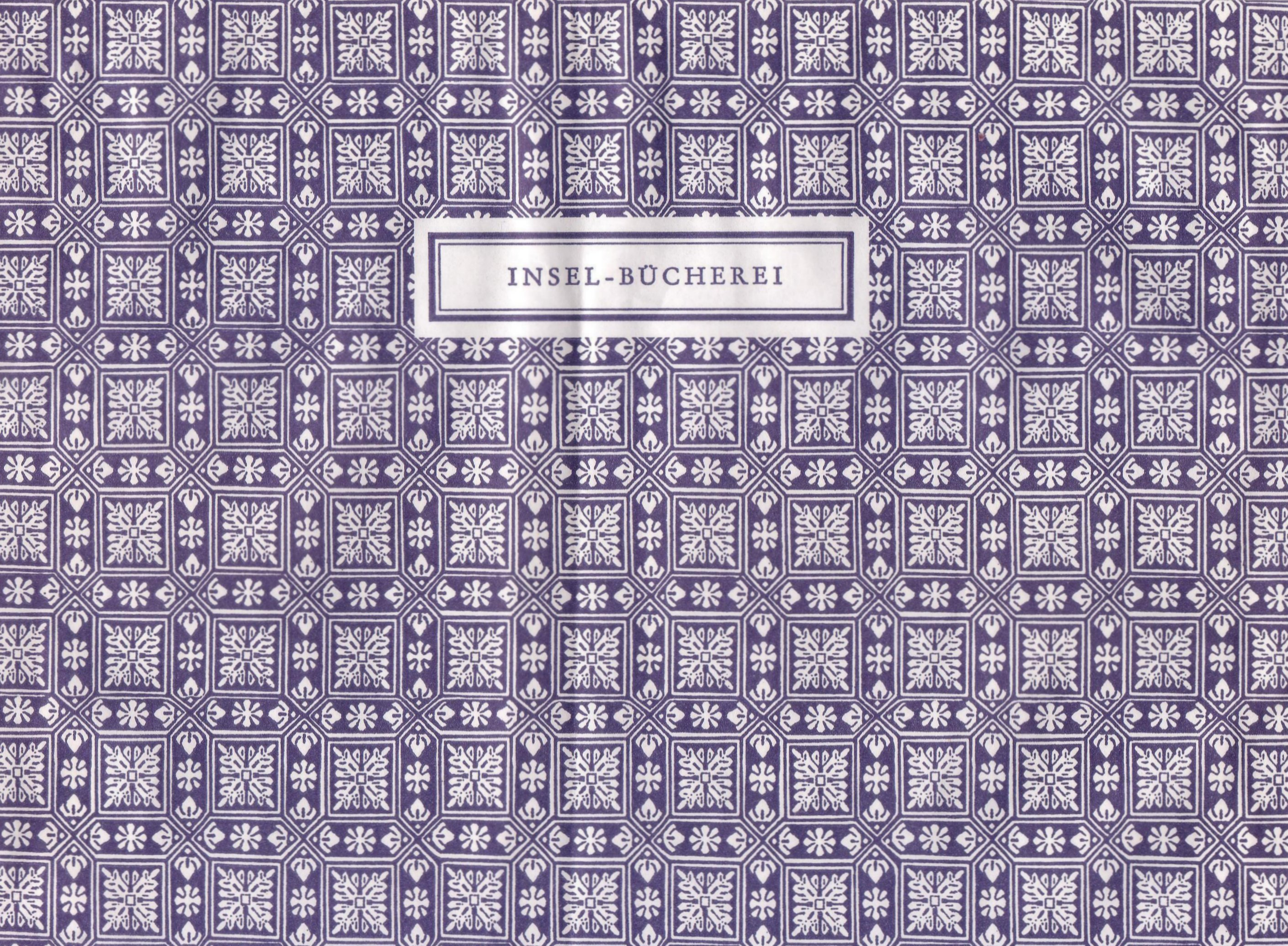
Geschenkkuvert von 1978 für die Bände IB 1, Rilke: Cornet, und IB 1000/2, „Tagebuch“ / „Sieben Gedichte“

### Illustrationen und Bildbände

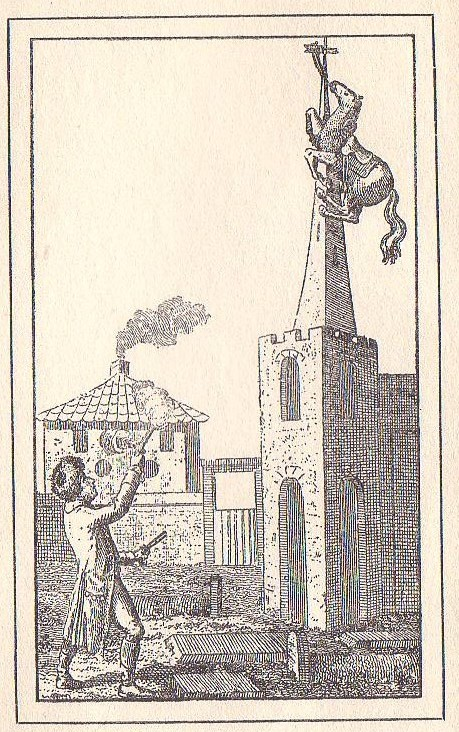
IB 7/1 G.A. Bürger: Münchhausen, Titelillustration von Franz Riepenhausen

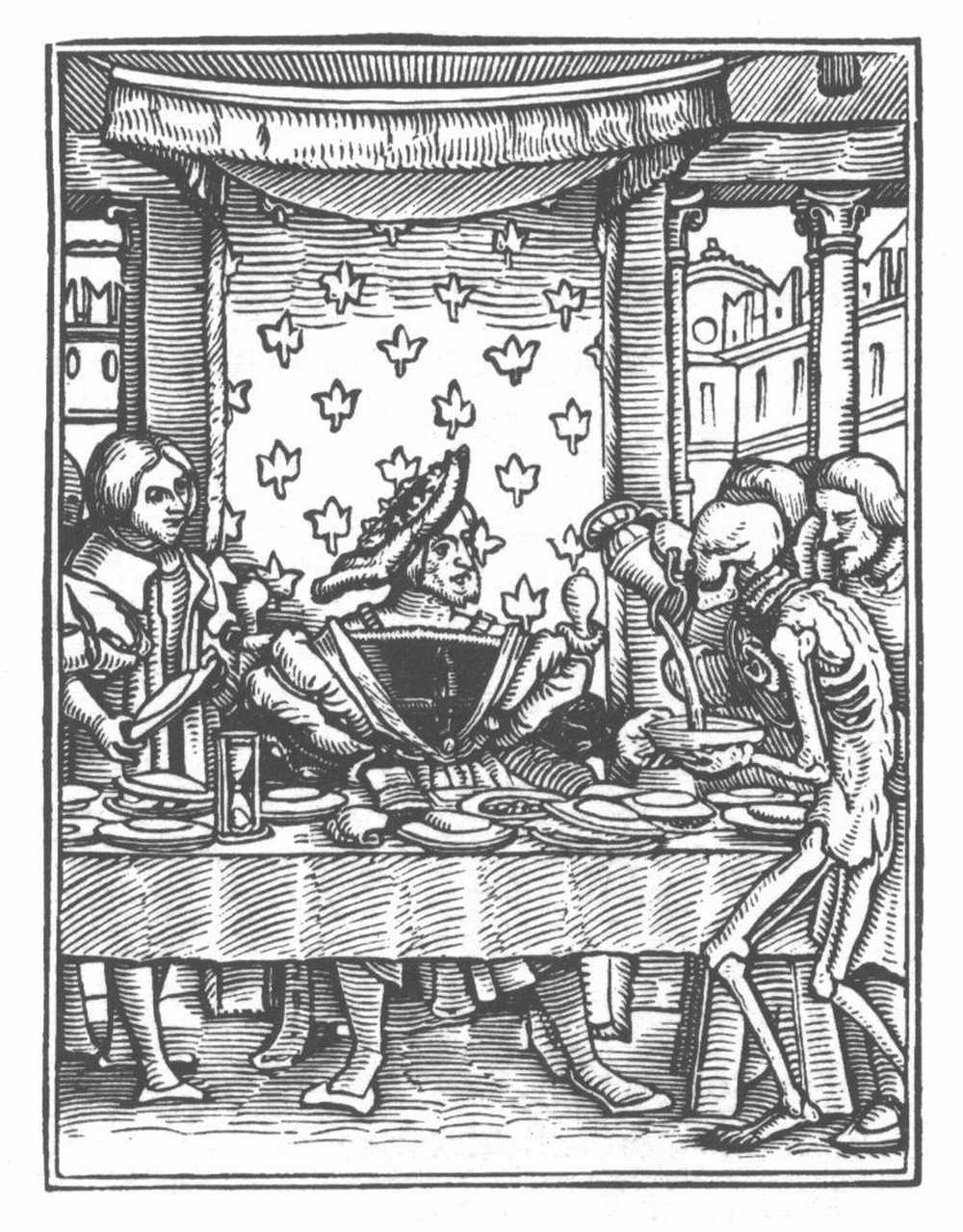
IB 221 Hans Holbein d. J.: Bilder des Todes (König Franz I. und der Tod)